# Église Saint-Étienne de Dijon
Pour les articles homonymes, voir Église Saint-Étienne et Saint-Étienne (homonymie).
L'église Saint-Étienne est une ancienne église catholique désaffectée située dans le site patrimonial remarquable de Dijon. Elle abrite aujourd'hui le musée Rude et la bibliothèque Colette depuis le déménagement en 2007 de la Chambre de commerce et d'industrie de Dijon, ainsi que des services culturels dont le centre de documentation du musée des Beaux-Arts. L'église date du XVe siècle et a été restaurée au XVIIe siècle. Sa façade actuelle de style jésuite est du XVIIIe siècle.
L'église fait l’objet d’un classement au titre des monuments historiques par la liste de 1862.

## Historique
L’actuelle église Saint-Étienne fut fondée au XIe siècle par l’abbé Garnier de Mailly. Le bâtiment tel qu’il existe aujourd’hui date en partie de la dernière campagne de restauration du XVe siècle ainsi que de la reconstruction engagée à la fin du XVIIe siècle et au début du XVIIIe siècle, à la suite de l’effondrement des voutes de la nef en 1671.

### Campagne de reconstruction de l’église auXVesiècle
Sous l’abbatiat de Richard Chambellan (1477-1495) l’église fut ruinée à la suite de la chute de son clocher et entraina une nécessaire campagne de reconstruction qui dura sept ans

« Le dimanche 30 janvier 1487, à 10 heures du matin, sans aucun signe précédent le clocher de l’église abbatiale Saint-Étienne tomba sur la voute et la perça en plusieurs endroits. La ruine de la voute entraina celle des piliers qui tombèrent au milieu de l’église. Après que les travaux de déblaiement aient été effectués, les murs de l’église déjà et calcinés par des incendies et ébranlées par le coup qu’ils avaient reçu tombèrent en même temps et entrainèrent dans leur chute la plus grande partie de l’édifice. »

— Extrait de l'Histoire de Saint-Estienne par l'abbé Fyot
Aujourd'hui seuls le chœur et la croisée du transept, avec ses belles voutes sur croisée d’ogives, datent des travaux de reconstruction engagés par Richard Chambellan à partir de 1488.

### Campagne de reconstruction de l’église auXVIIesiècle
Le 4 juillet 1671, la plus grande partie des voutes de la nef de l’église Saint-Étienne s’écroula, obligeant l’abbé Fyot à mener une ultime campagne de restauration. On décida d’abattre les murs et les piliers de la nef et des transepts, jugés en trop mauvais état, et de les reconstruire, ainsi que les voutes, dans le style gothique. Les armes de l’abbé Fyot, sculptées aux voutes du chœur de la nef et de la sacristie, datent de cette époque, ainsi que les contreforts qui soutiennent les murs à l’extérieur de l’église. On construit également une sacristie à l’extrémité du transept sud, désignée aujourd’hui comme salle capitulaire. On conserva le chœur, la croisée du transept et le clocher datant de Richard Chambellan. Cette campagne de travaux dura sept ans pendant lesquels les offices de la paroisse furent à nouveau célébrés dans la vieille église voisine Saint-Médard. Le 4 juin 1676, jour de la fête du Saint-Sacrement, parce que l’évêque de Langres, ni aucun évêque n’étaient disponibles, l’abbé Fyot fit lui-même une première bénédiction de l’église afin de pouvoir pour la rendre au culte des paroissiens de Saint-Médard dont la vieille église menaçait ruine. La translation des reliques de Saint-Médard eut lieu le dimanche suivant, où elles furent déposées dans l’autel de la paroisse. Quelques années plus tard l’église fut solennellement bénie par Étienne Le Camus le 5 août 1685, qui la consacra sous le vocable de Saint Étienne Martyr ; le grand autel de l’église étant consacré à Saint Étienne et l’autel de la paroisse à Saint Médard .

### Les embellissements duXVIIIesiècle
Claude Fyot, dont l’abbatiat fut particulièrement long, puisqu’il mourut en 1721, à l’âge de 91 ans, supervisa également le début d’une campagne d’embellissement de l’église qui eut lieu au début du XVIIIe siècle. En 1716 il s'adressa à plusieurs architectes de la région, dont Martin de Noinville et Jean-Baptiste Bouchardon pour lui fournir le projet d'une nouvelle façade en pierre de taille, pour orner le parvis de l’église. C’est finalement le projet de Martin de Noinville, ingénieur et architecte de la province de Bourgogne, qui conçut la place royale de Dijon en 1692, qui fut retenu. Cette façade classique suivant la tradition jésuitique, fut édifiée, sous sa direction entre 1718 et 1723. Le musée des Beaux-Arts de Dijon conserve également des projets, qui furent proposés à l'abbé Fyot par un antiquaire dijonnais, Jean-Baptiste Lucotte du Tillot, dont un intéressant projet faisant précéder le portail d'un baldaquin en pierre.

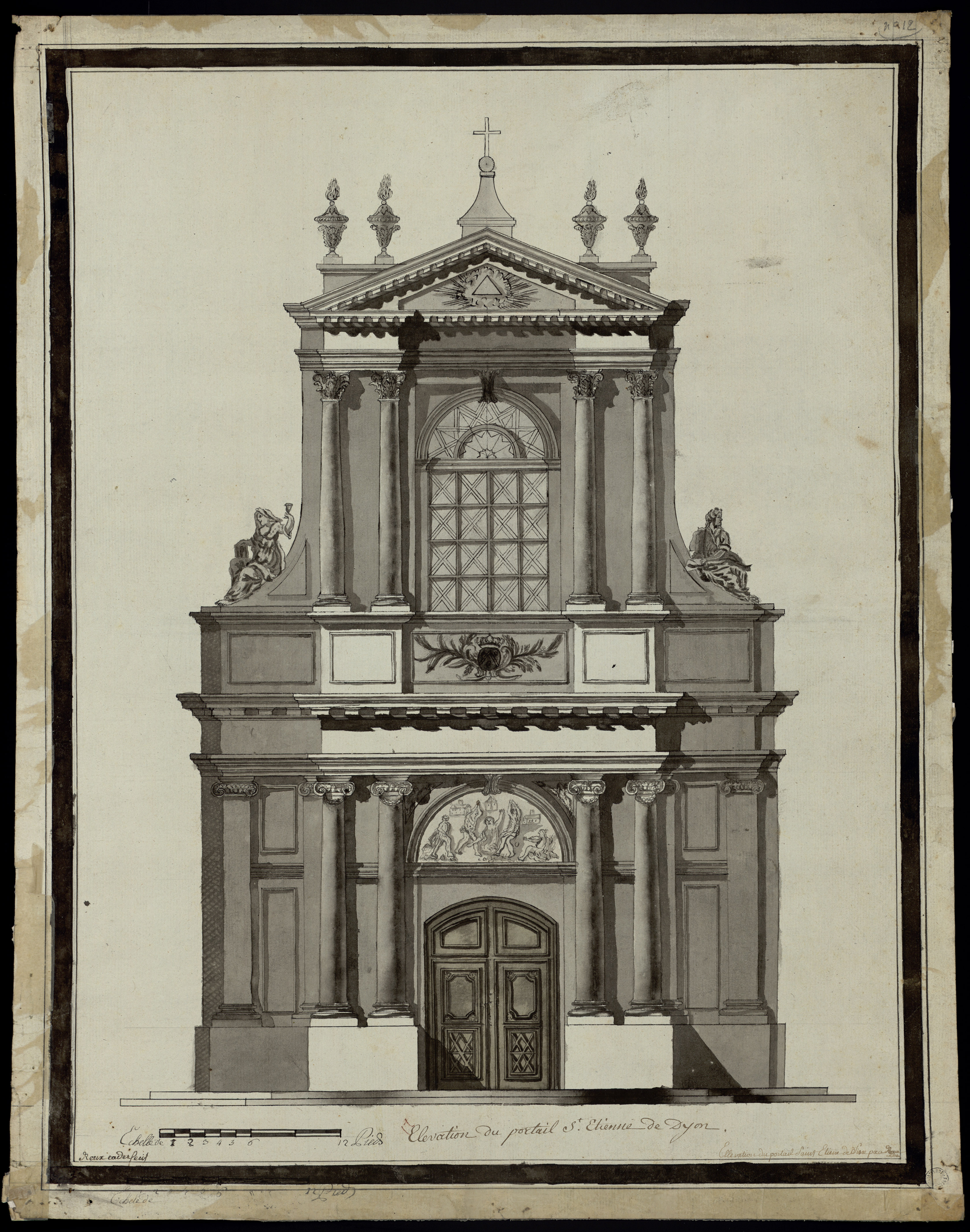
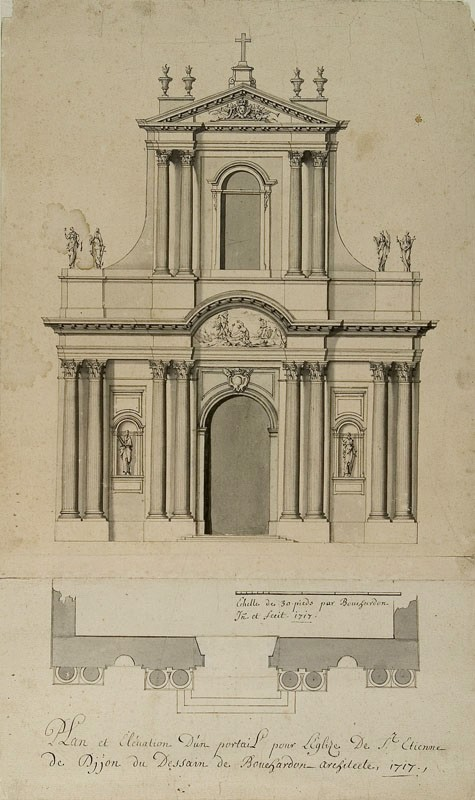
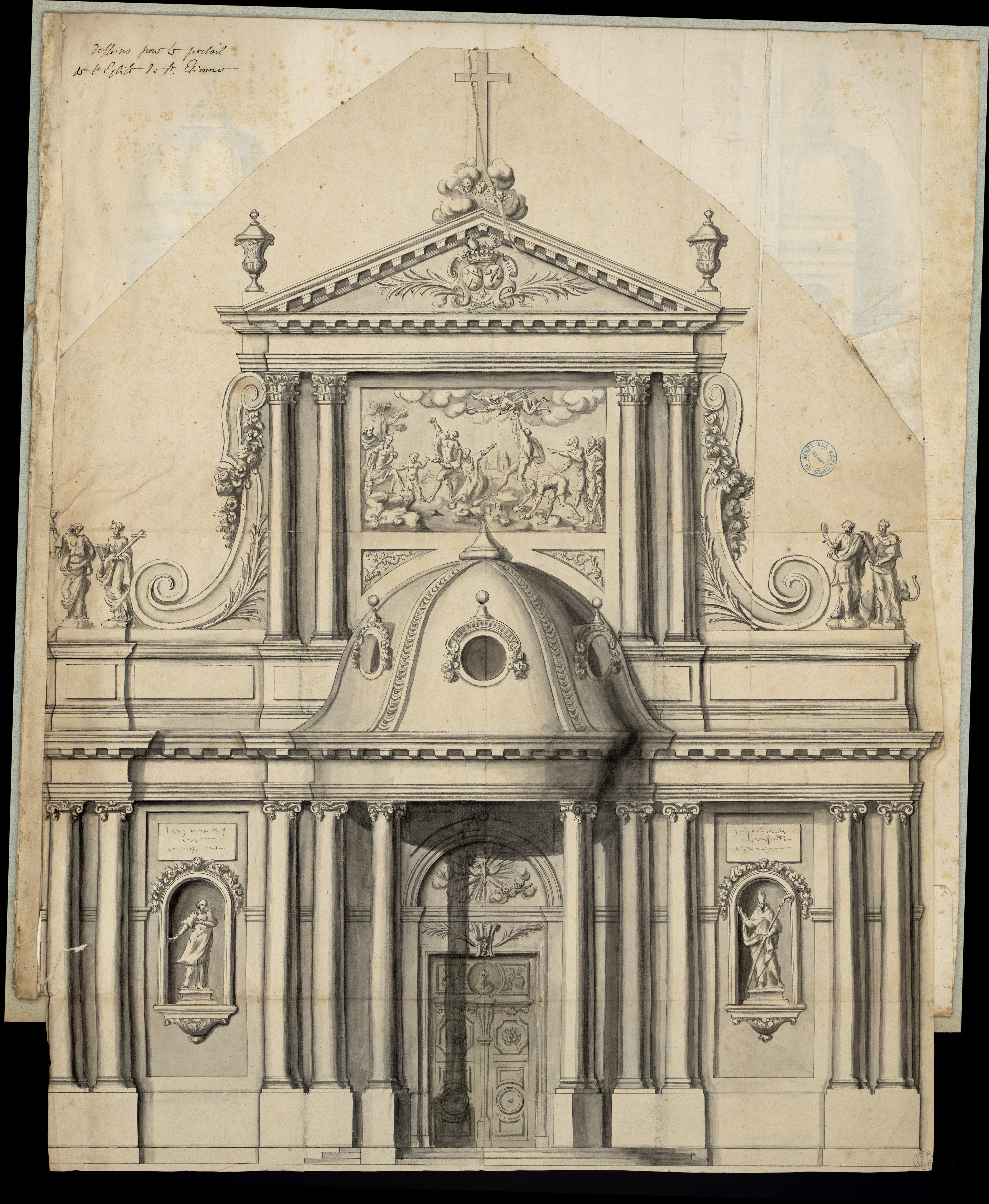
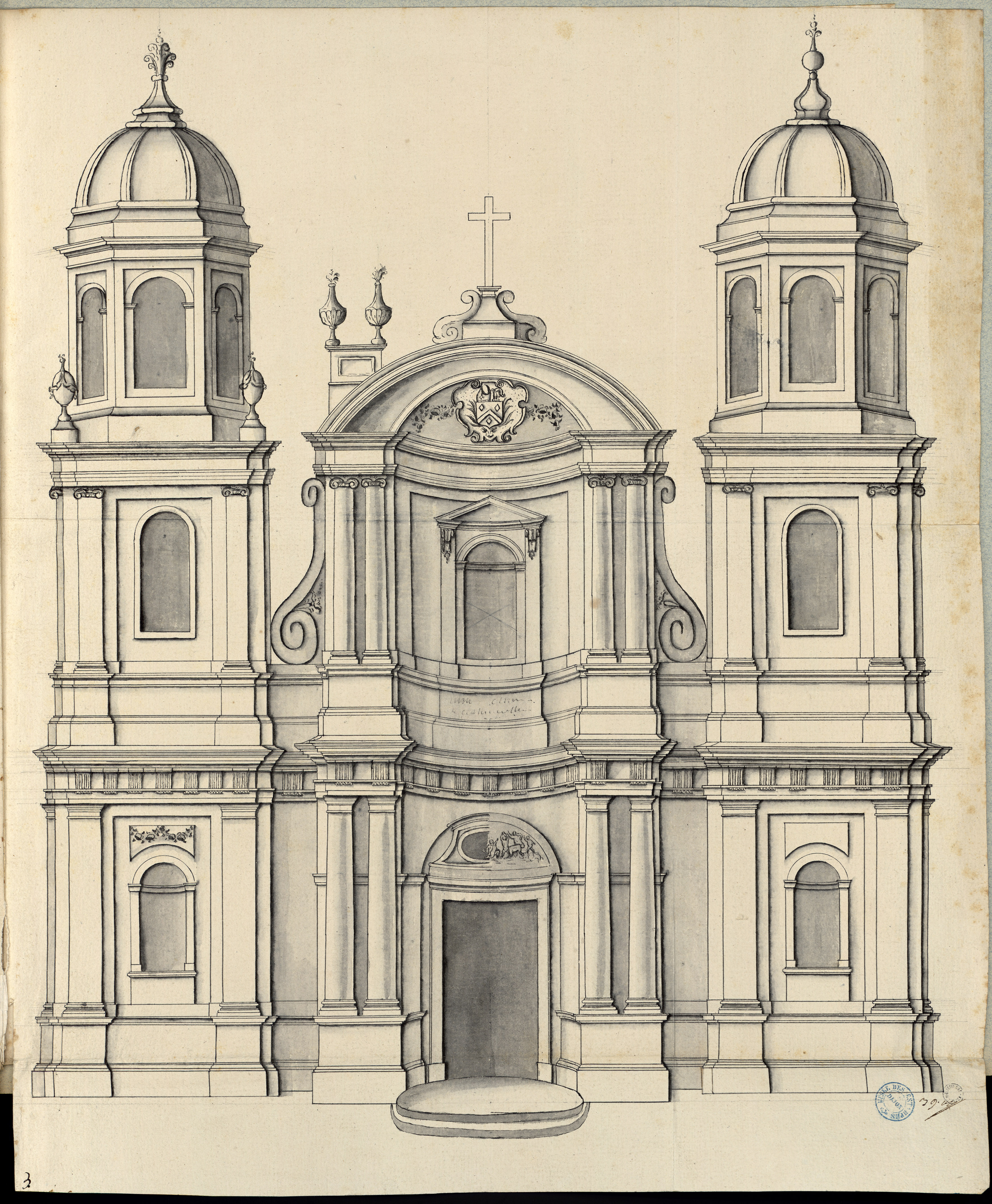
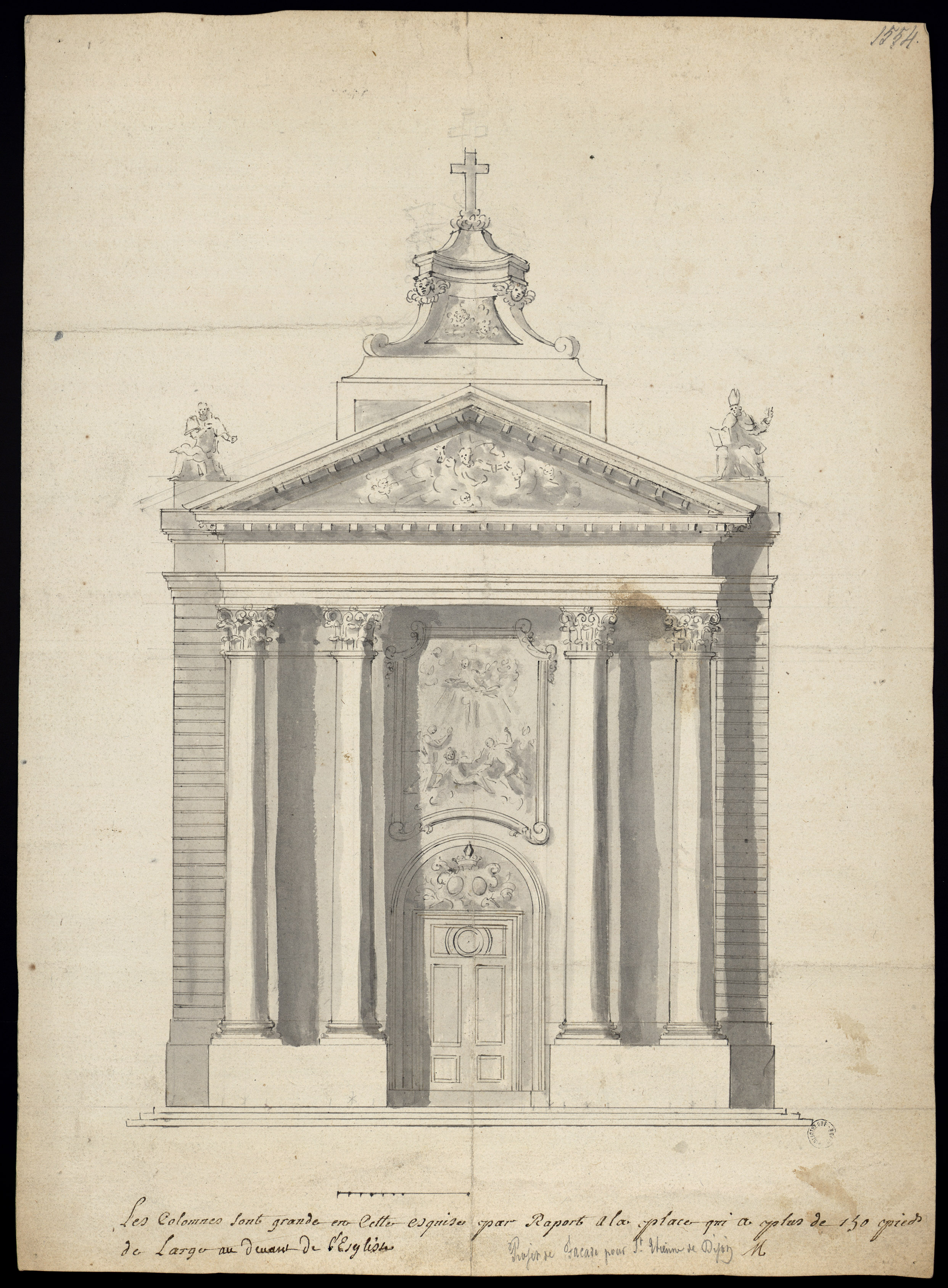

Un programme de sculptures fut commandé à Jean-Baptiste Bouchardon pour la façade de l’église. Outre différents ornements, dont deux statues de la Religion et la Constance, des vases couverts et une croix aujourd’hui disparus, un tympan sculpté représentant la lapidation de Saint-Étienne prenait place au-dessus de la porte d’entrée. Il est aujourd’hui visible au portail de la cathédrale Saint Bénigne. Bouchardon dessina projets de décors sculptés qui ne furent probablement pas exécutées, comme la décoration des piliers de la nef de l’église devant accueillir les bustes de saints hommes et de saintes femmes. Des bustes en pierre des douze Apôtres furent finalement sculptés par Jean Dubois, ils ornent aujourd’hui les piliers de la nef de la cathédrale Saint-Bénigne. Jean Dubois sculpta également deux grandes statues de Saint Étienne et Saint Médard pour la décoration de l’église. Ces sculptures apparaissent dans un des projets dessinés par Jean-Baptiste Lucotte du Tillot, abritées dans des niches de la façade. Comme beaucoup des décorations réalisées pour Saint-Étienne ces statues ont été déplacées à Saint-Bénigne, dont elles ornent le transept sud.

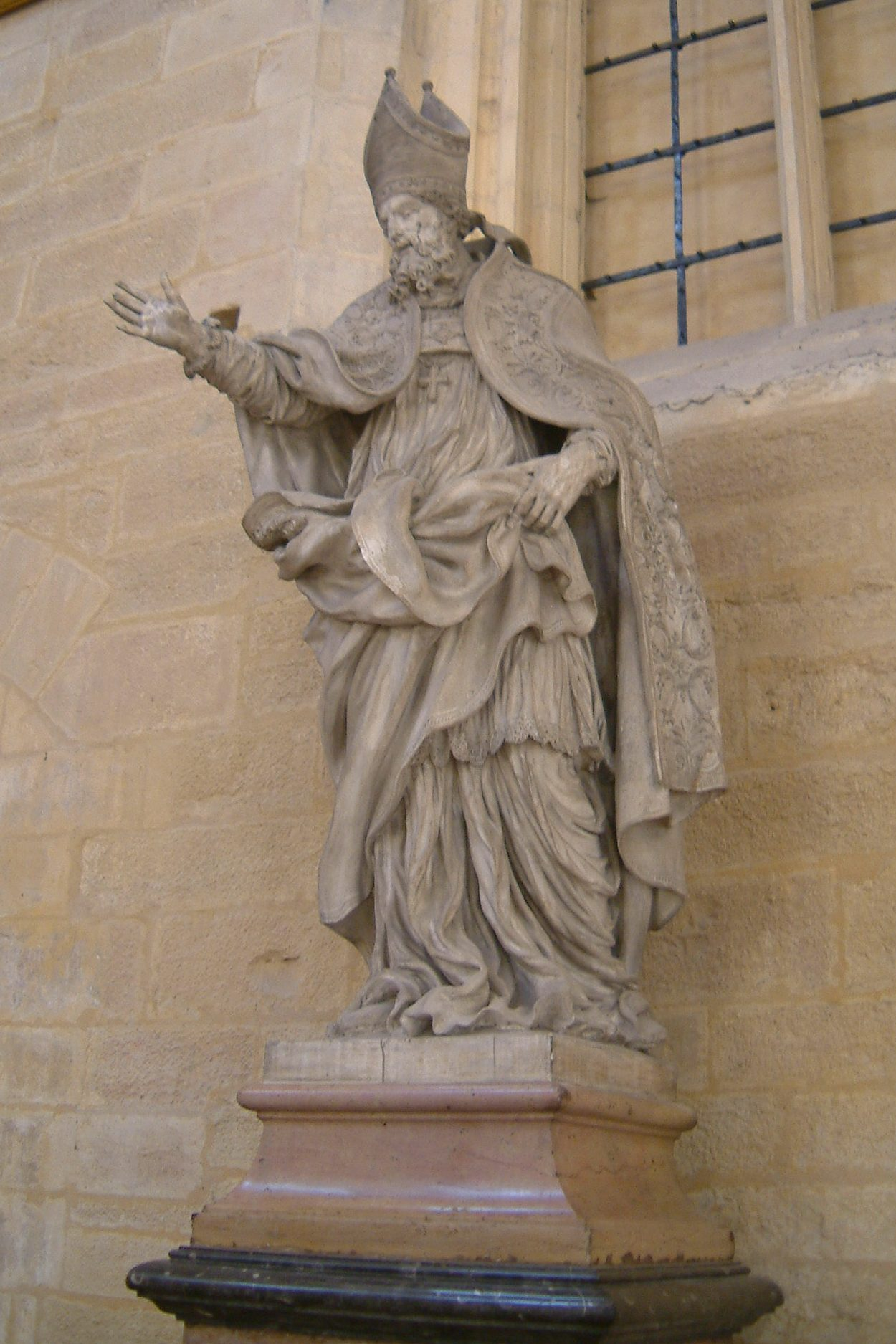
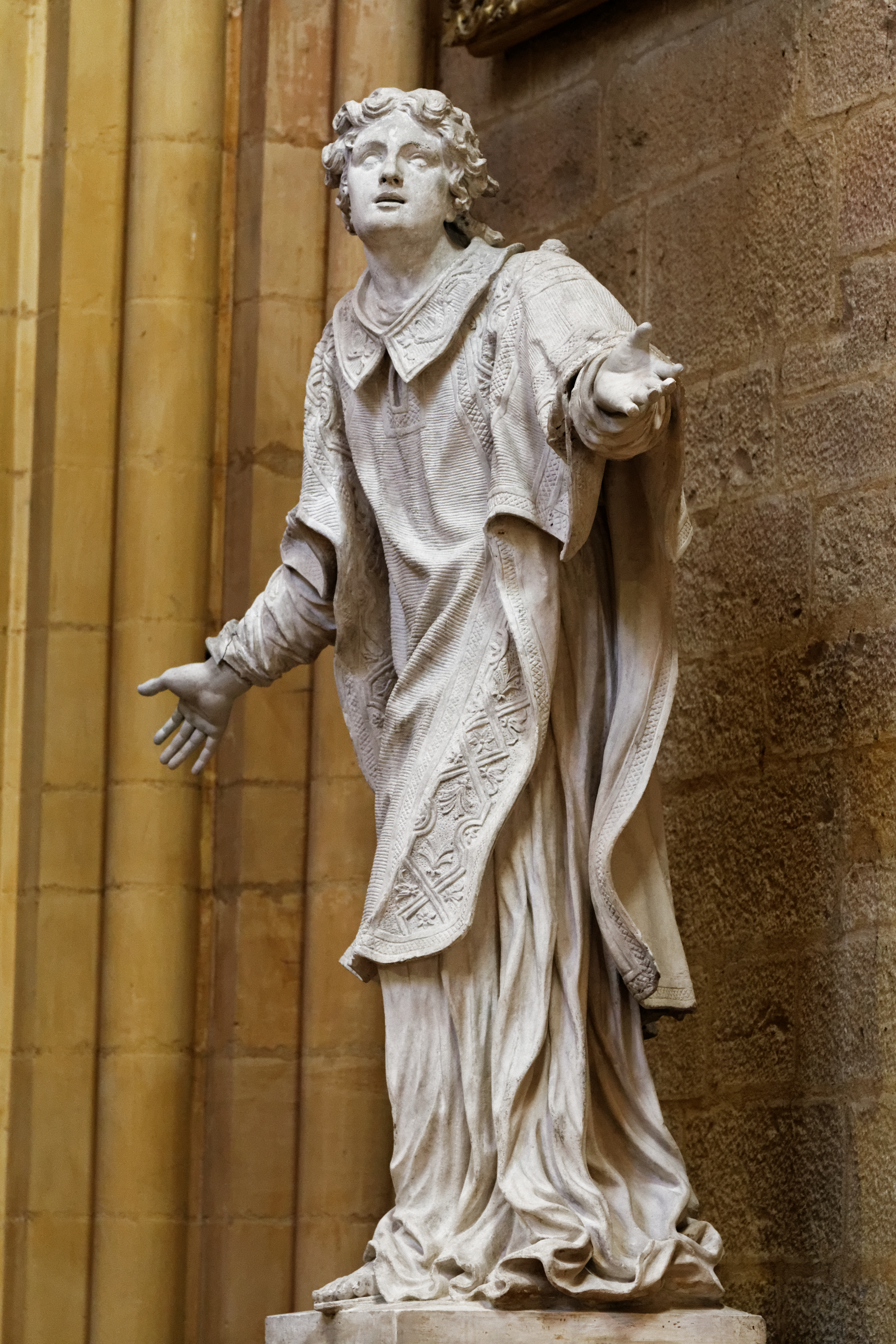
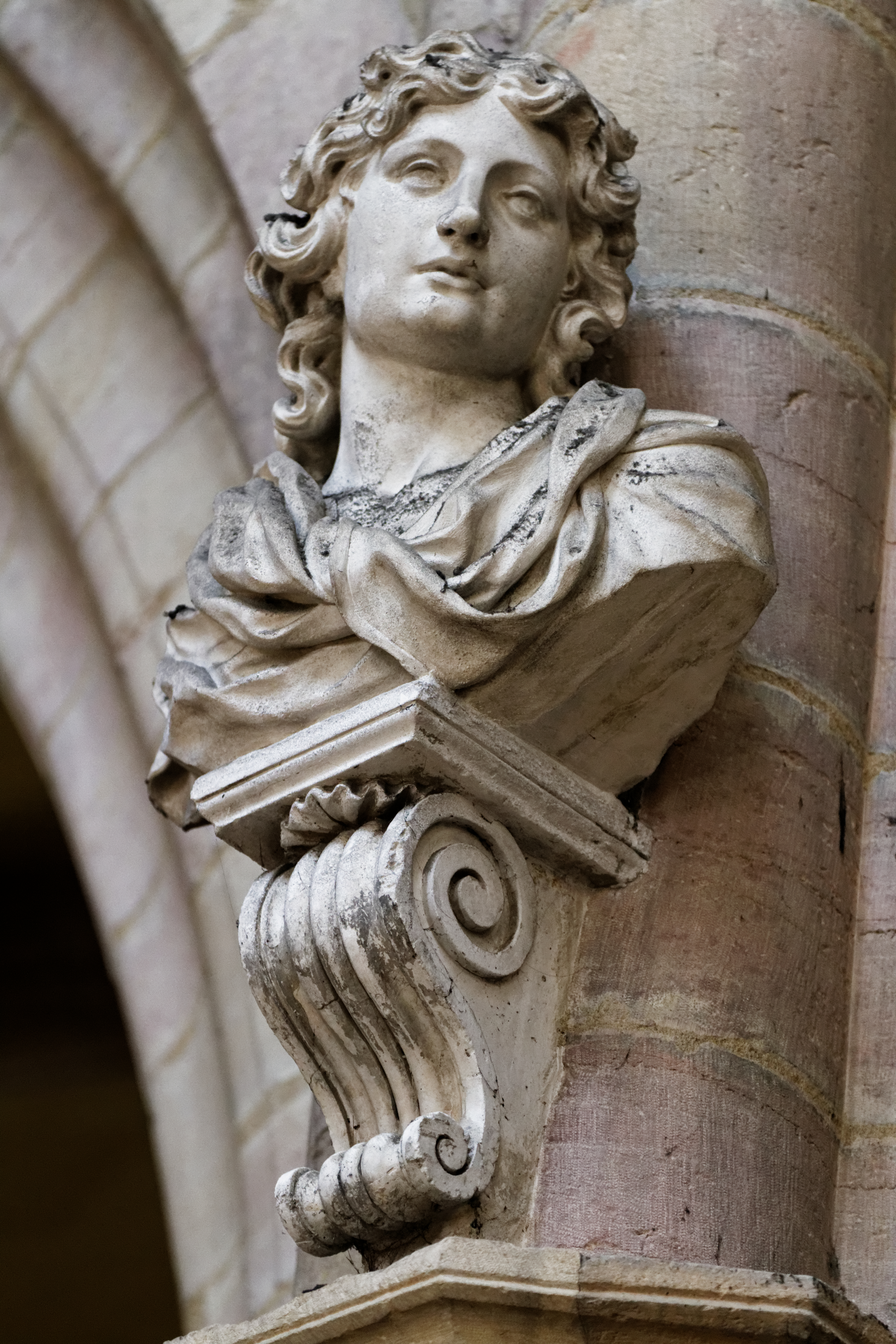
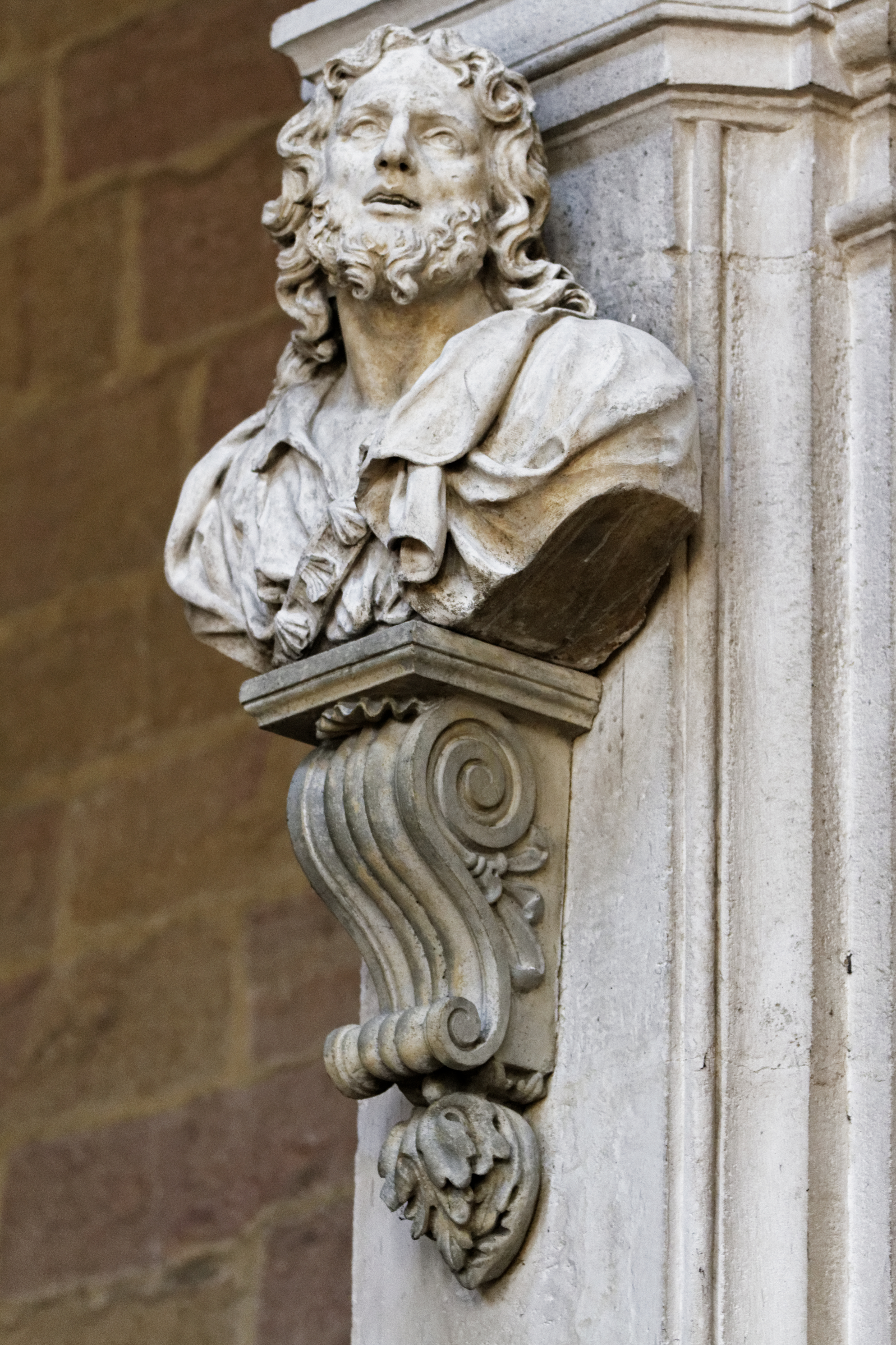
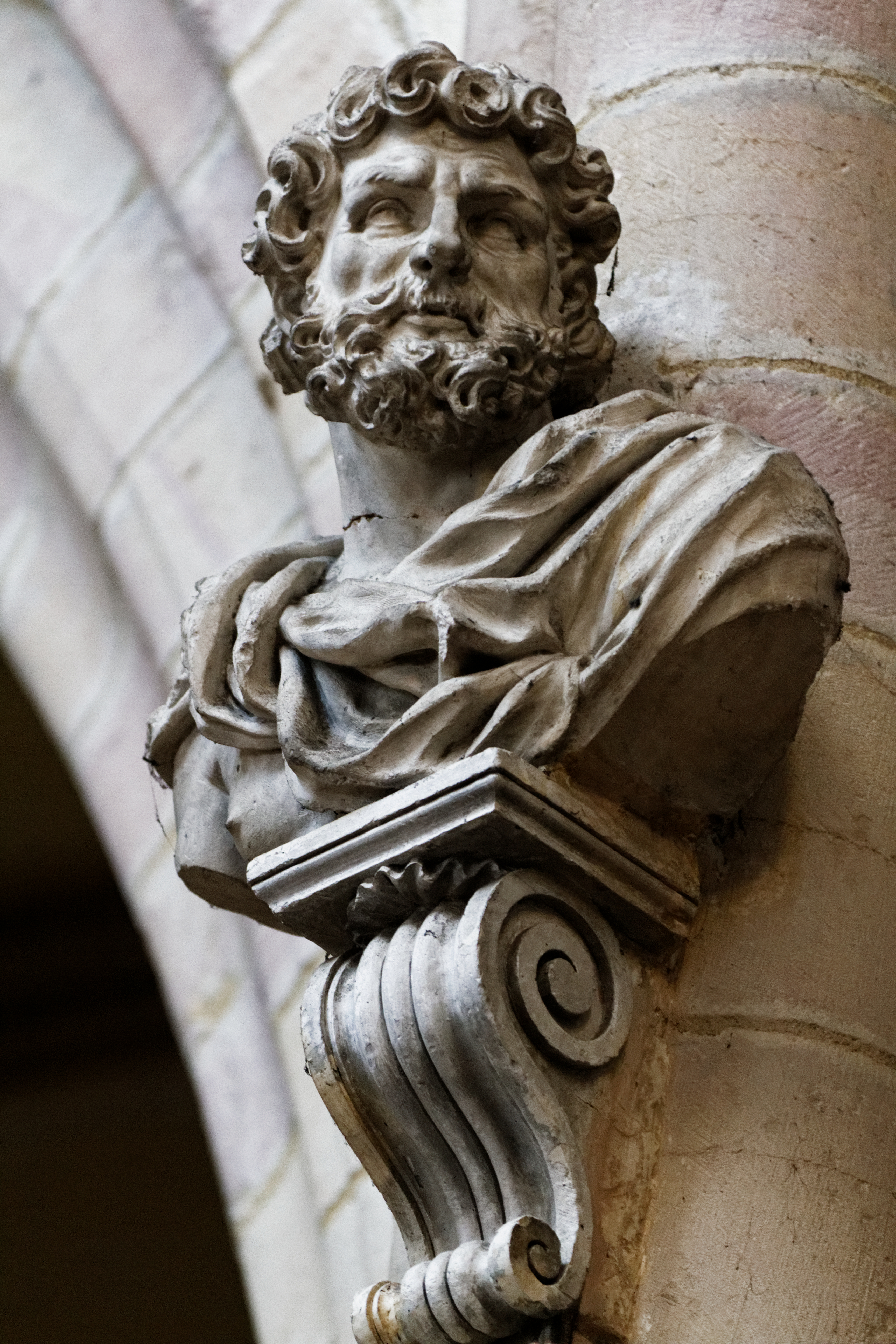
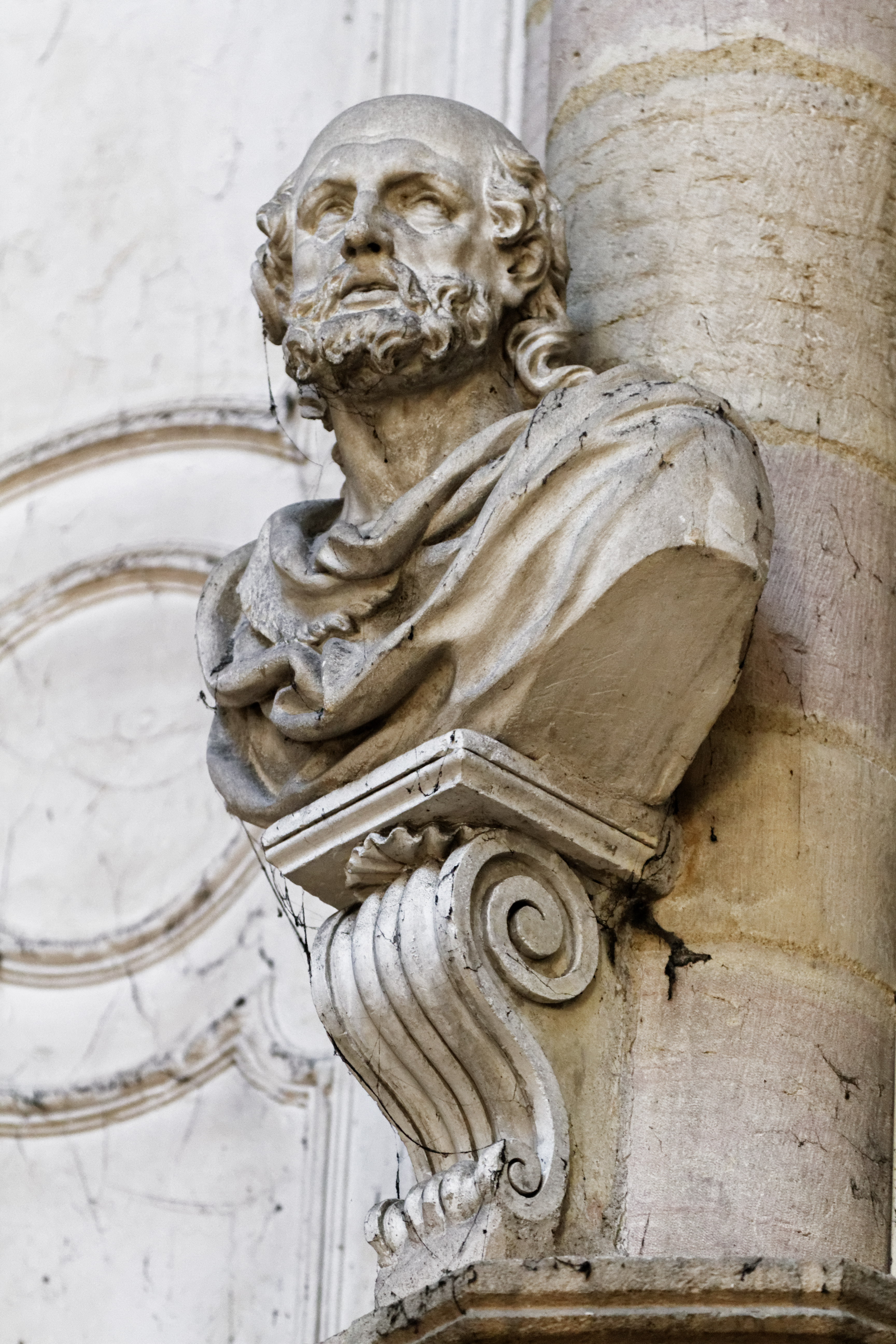
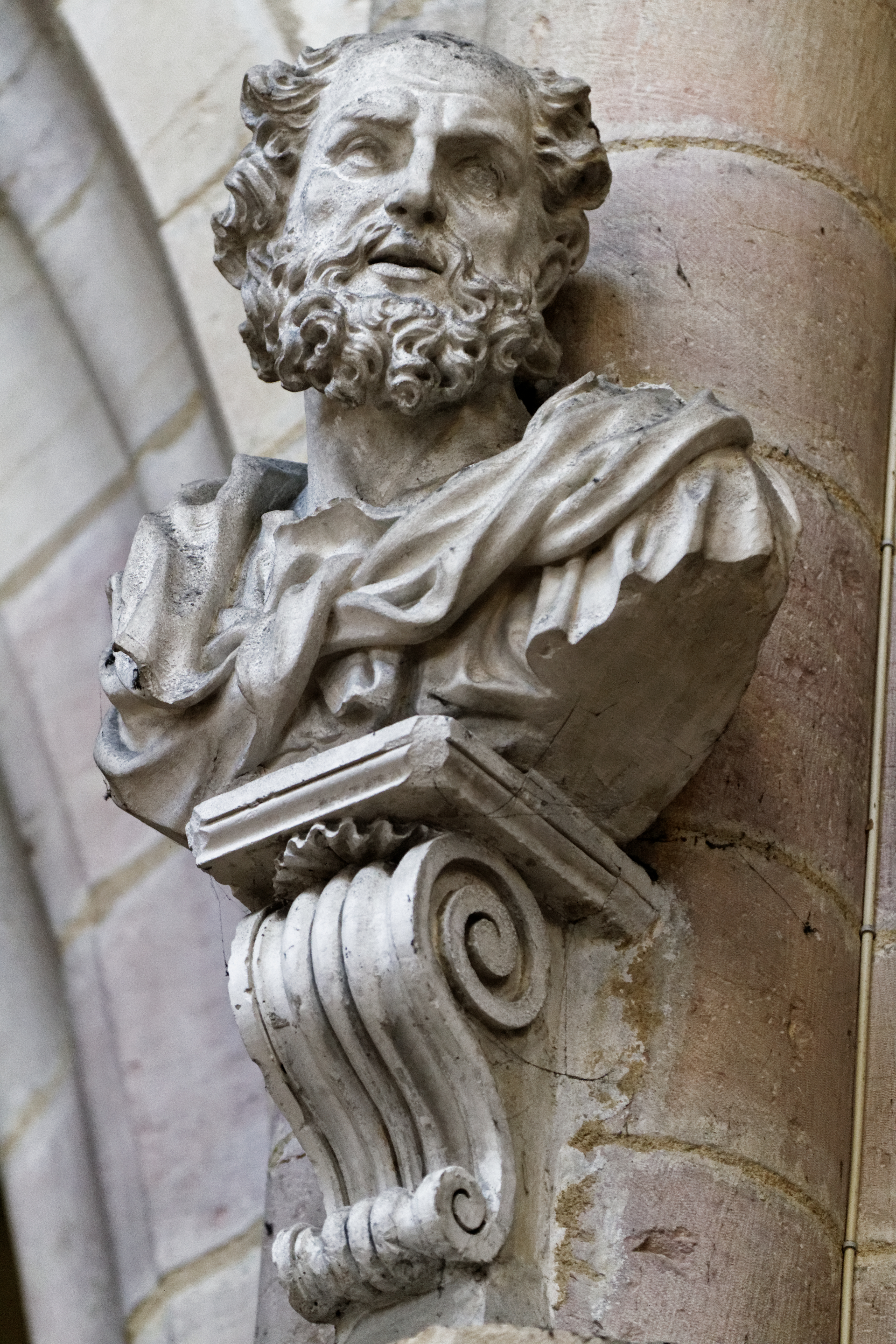
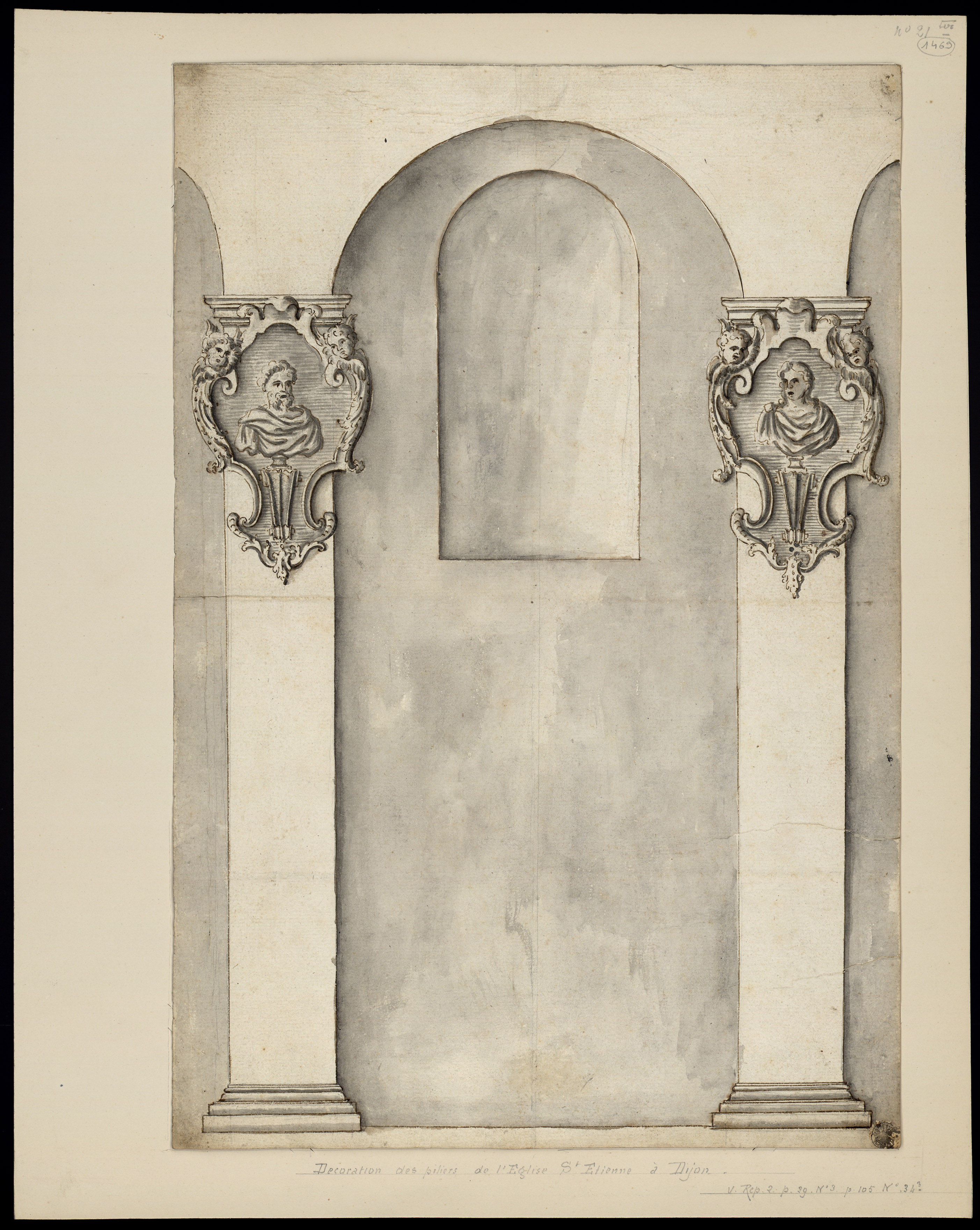
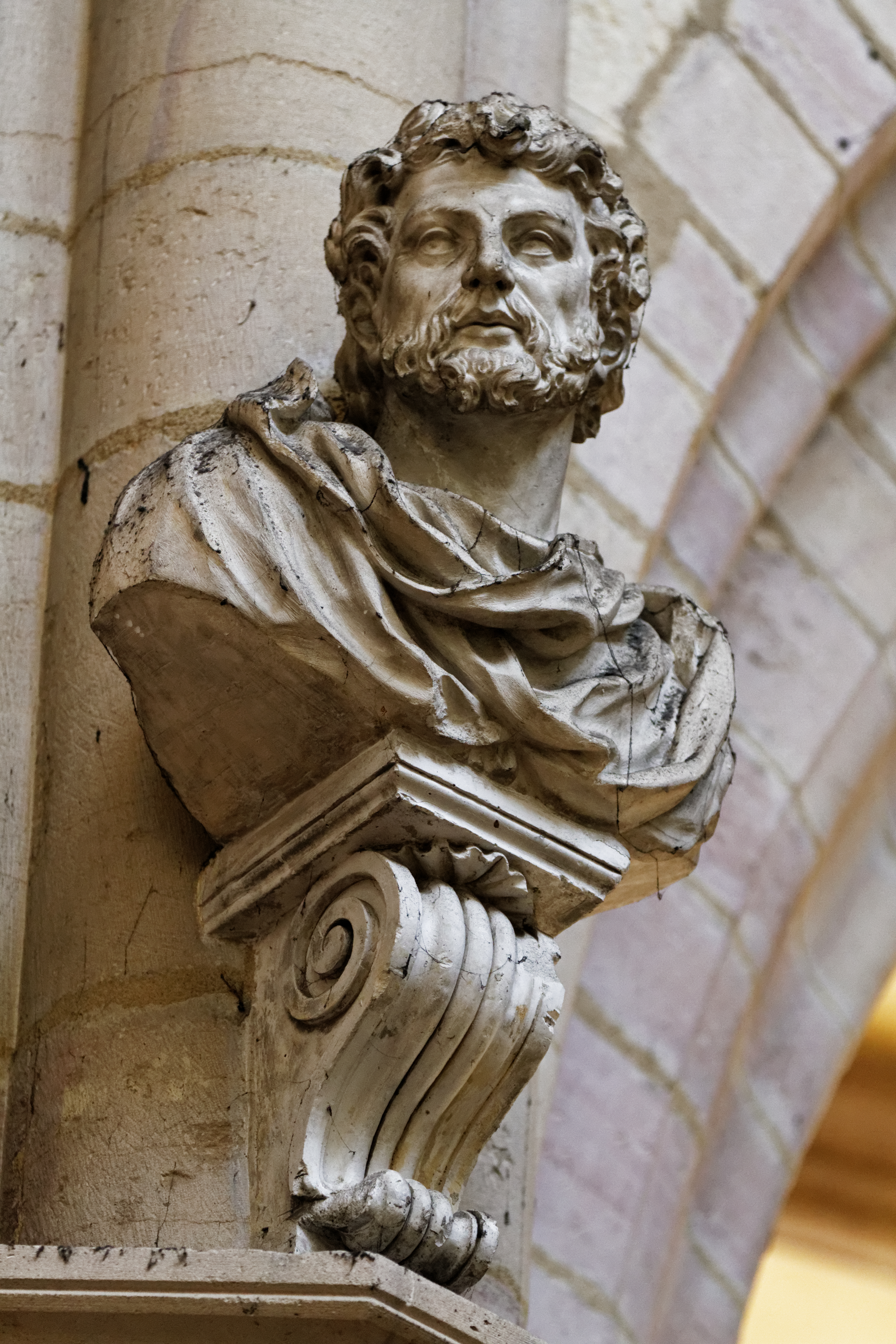
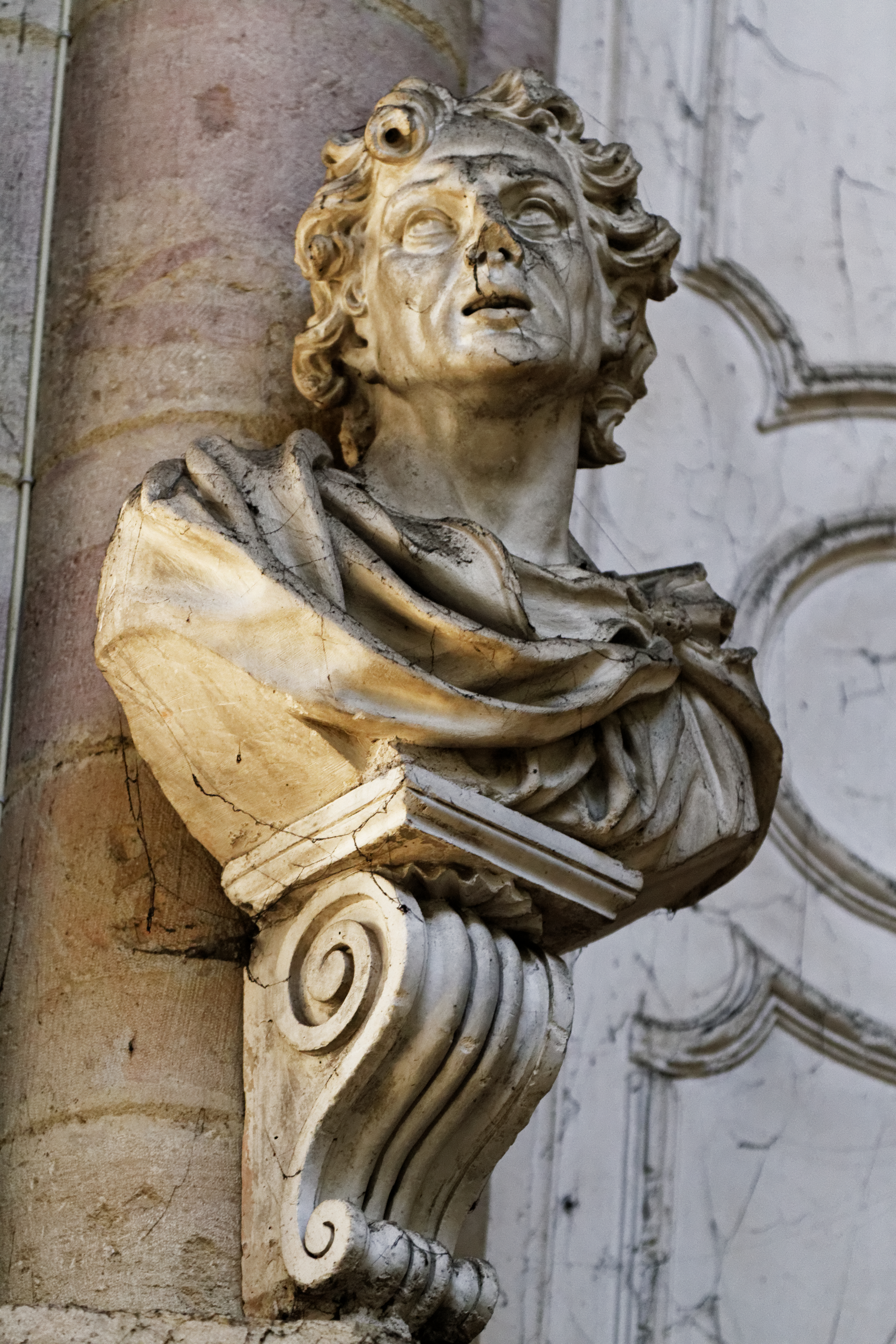
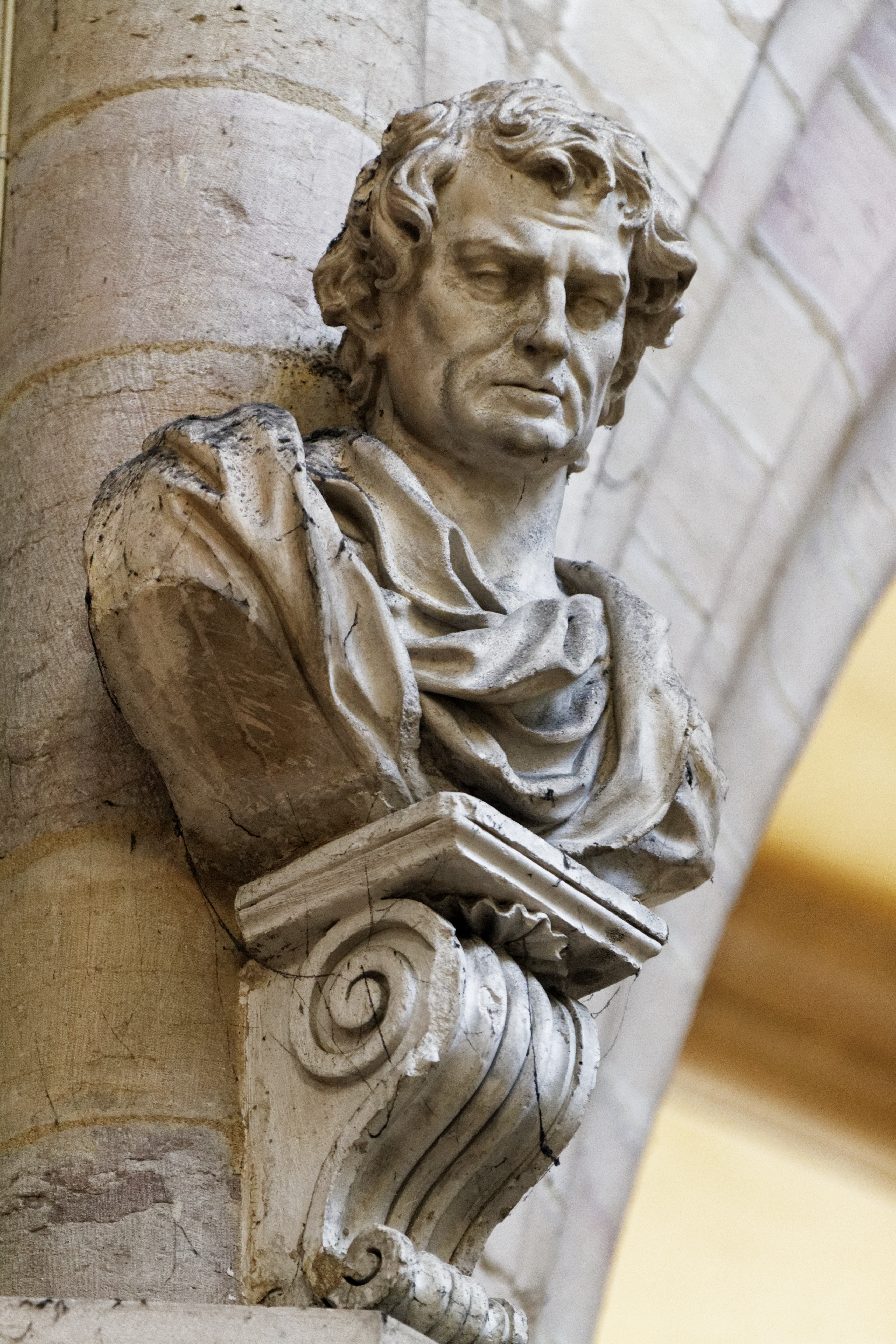
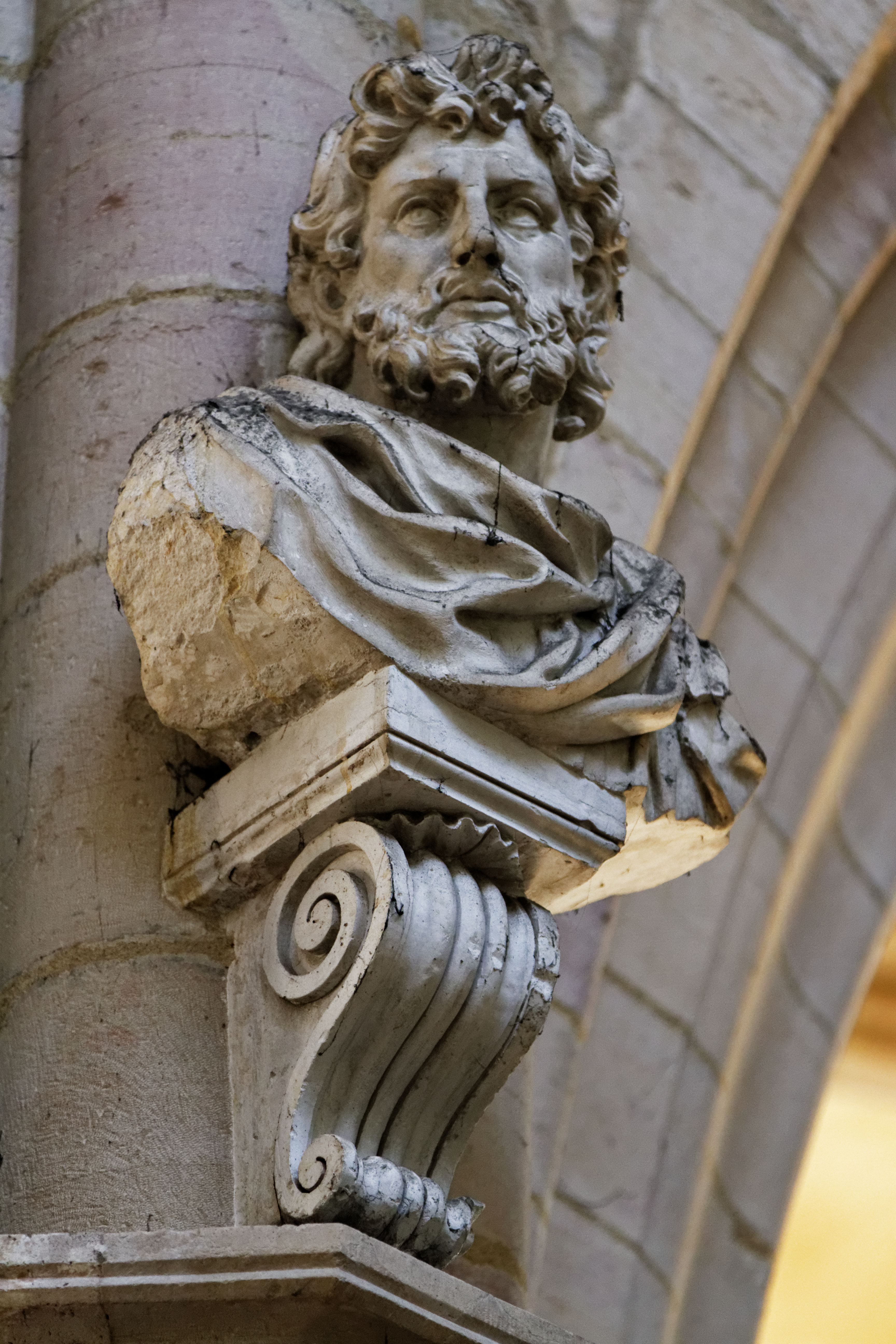
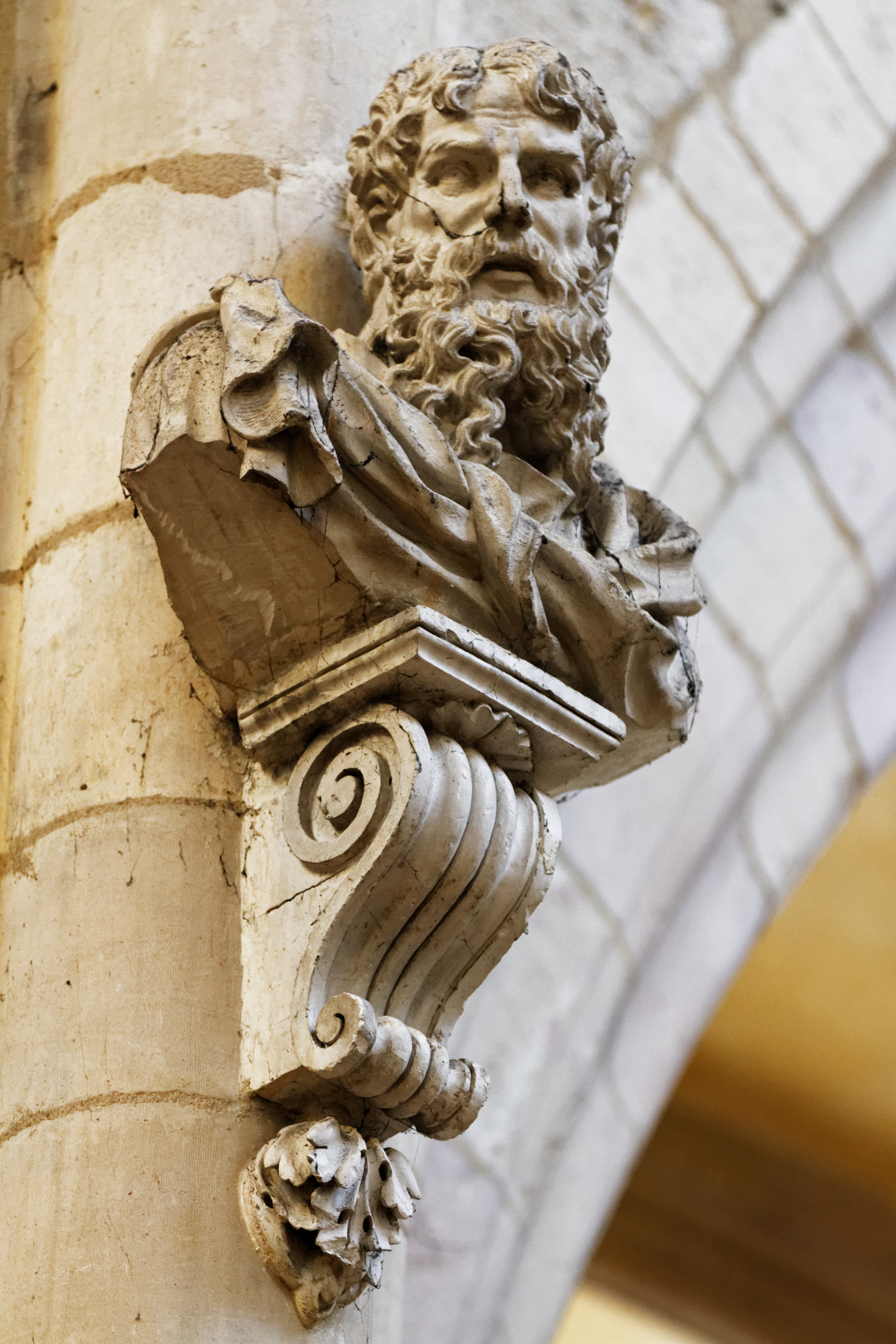
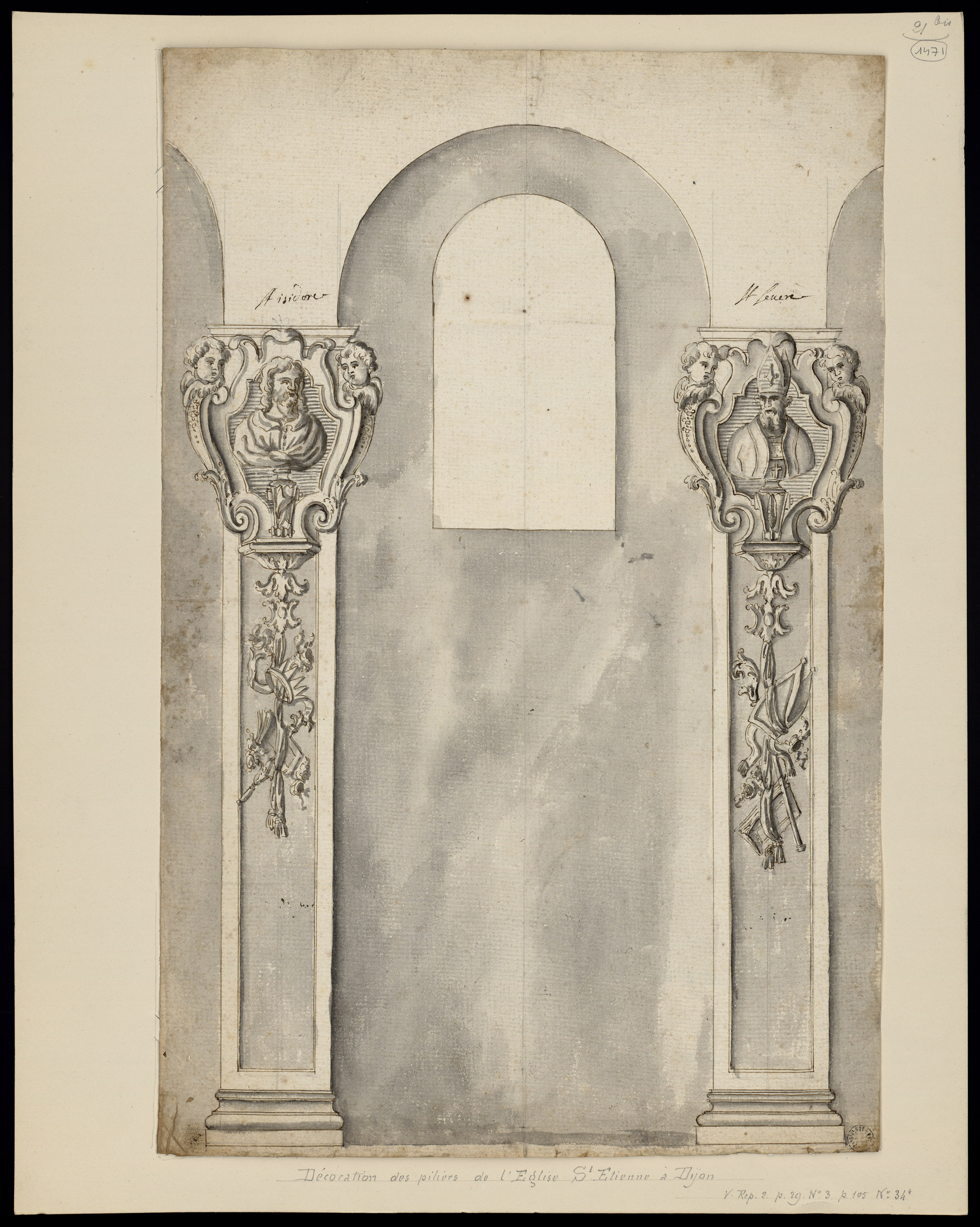

À la mort de l’abbé Fyot, qui fut inhumé dans l’église au tombeau des abbés sous le grand autel, dans la crypte sous le chœur ; un cénotaphe lui rendant hommage fut commandé pour orner l’église. Deux projets de tombeaux par Bouchardon sont conservés au musée des Beaux-Arts de Dijon, un cénotaphe mural de 1721 orné des armoiries et du buste de l’abbé Fyot et un projet de tombeau de 1729, surmonté d’une statue de l’abbé Fyot priant et des armoiries de sa famille sous une couronne de marquis. Les huit années qui séparent ces deux projets, trahissent les hésitations qui l’on entouré. On ne sait si aucun des deux ne fut réalisé. La famille Fyot ayant son tombeau dans l’église Saint-Michel fit exécuter un monument familial en 1773, toujours en place. On connait également un très beau projet de boiseries le chœur de Saint-Étienne datant du début du XVIIIe siècle, d’une qualité assez comparable aux boiseries installées dans le chœur de l’église Saint-Michel en 1763.

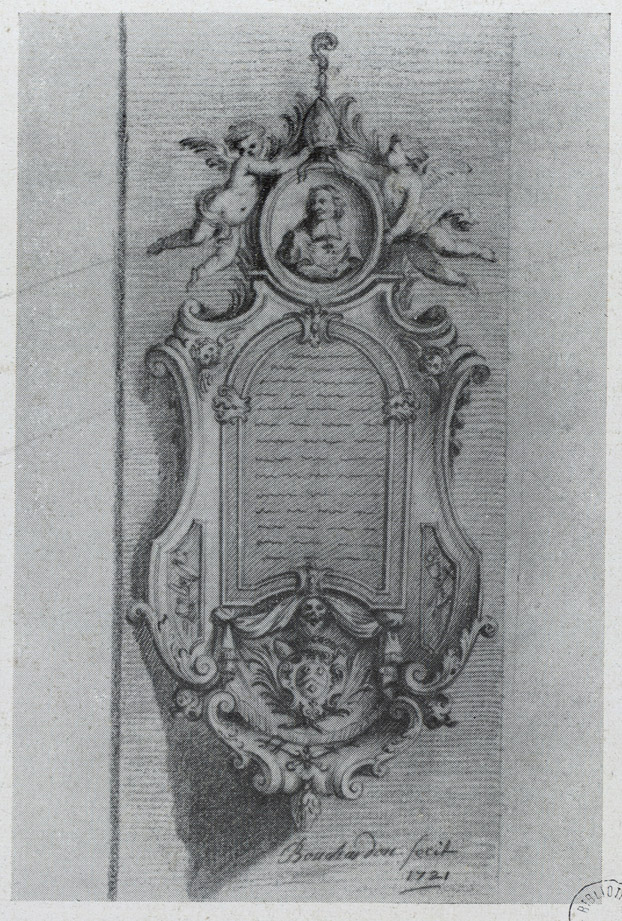
Jean-Baptiste Bouchardon, Projet de cénotaphe pour l'abbé Fyot (1721).
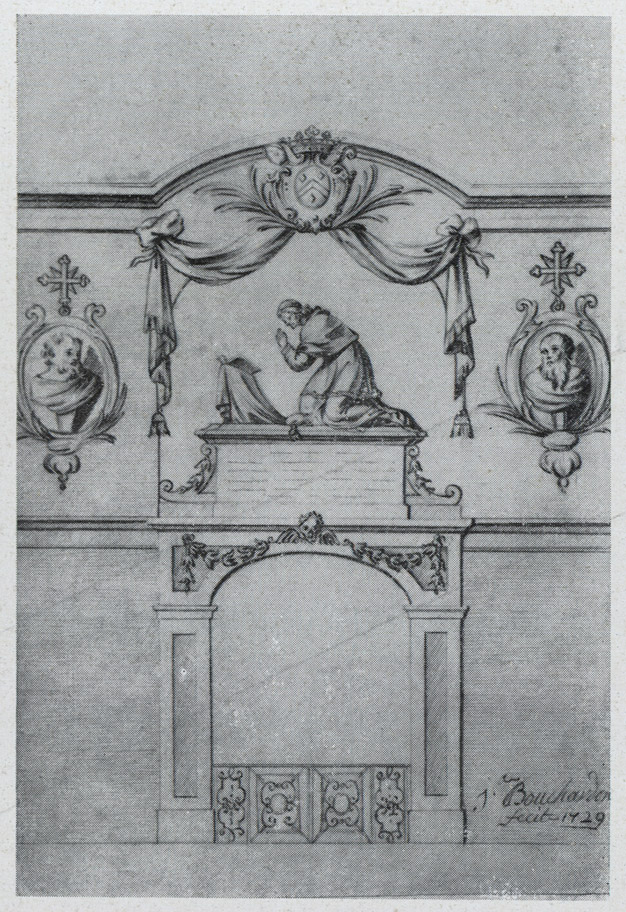
Jean-Baptiste Bouchardon, Projet de tombeau pour l'abbé Fyot (1729).
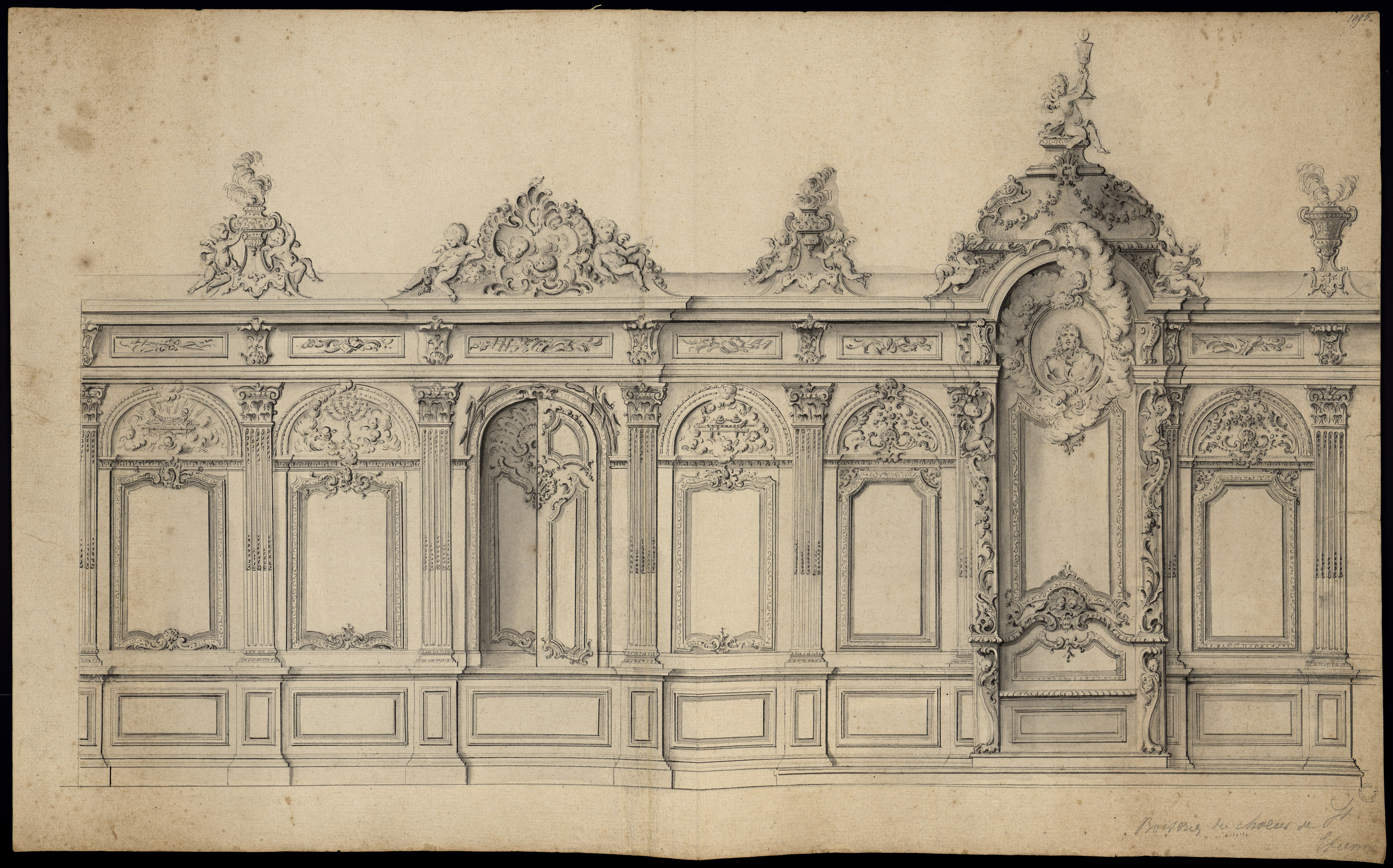
Jean-Baptiste Bouchardon, Projet de boiseries pour le chœur de Saint-Étienne de Dijon (vers 1715).

### Cathédrale de Dijon de 1731 à 1789
C’est assez naturellement que Saint-Étienne relativement neuve et bien entretenue, et qui avait été un chapitre cathédral pendant le haut moyen age, fut choisie comme Cathédrale lors de la création du diocèse de Dijon par Clément XII en 1731. Pourtant la Révolution lui fut fatale. En 1792 Saint-Bénigne fut choisie comme nouveau siège cathédral, à la suite de quoi Saint-Étienne fut désaffectée.

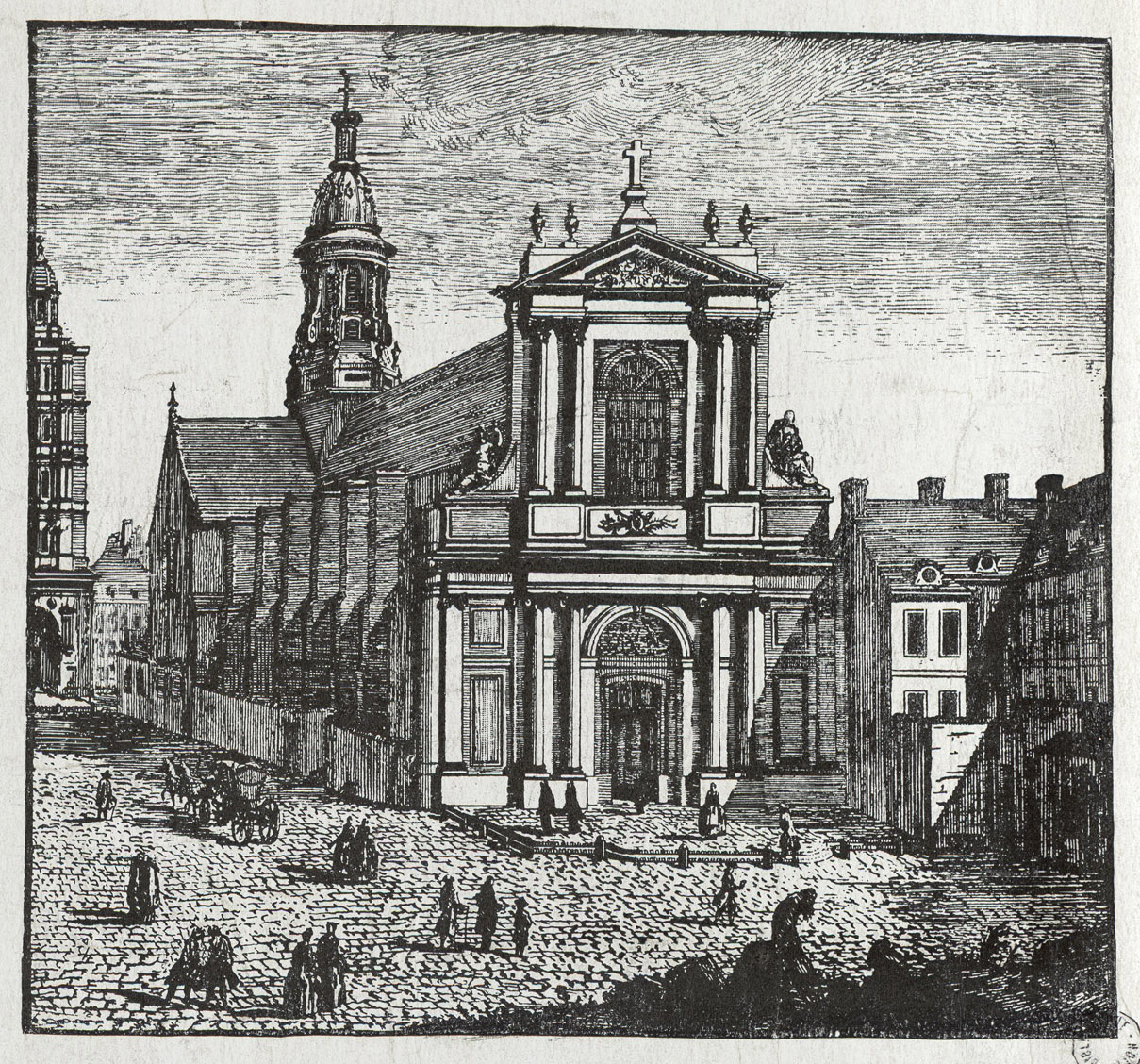
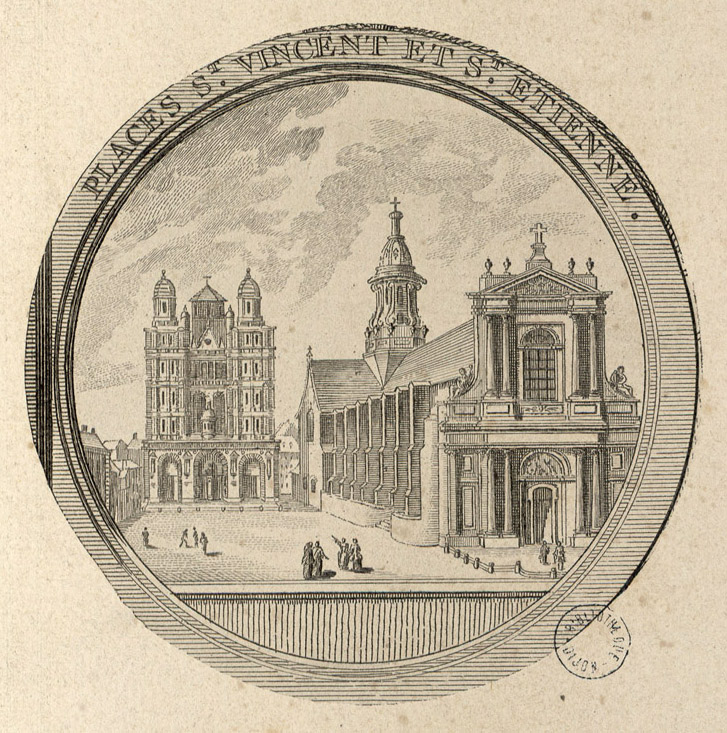
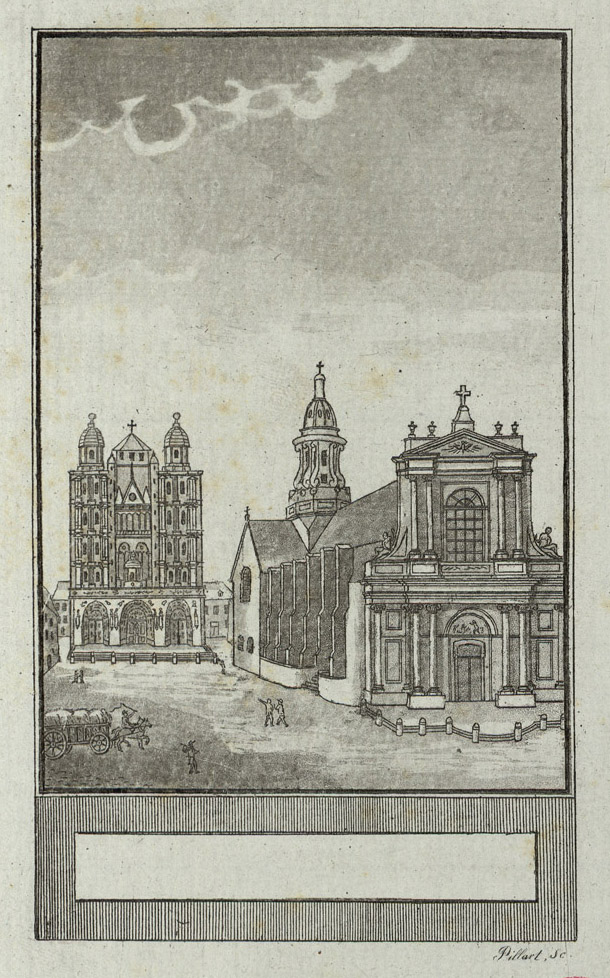

## Usages et affectations auXIXesiècle
Désaffectée et vidée de ses ornements au lendemain de la Révolution Saint-Étienne s'effaça progressivement du paysage dijonnais. Elle servie de halle aux grains dès le début du XIXe siècle. En 1809 la ville de Dijon l’achète et lui conserve cet usage de halle au blé jusque dans les années 1850. Dès cette époque le fond de la nef avait été murée et le transept nord servait de magasin pour les décors du Grand Théâtre construit entre 1822 et 1828 à l’emplacement des vestiges de l’ancienne Sainte-Chapelle.
À la fin du XIXe siècle, la municipalité projette même de la détruire pour édifier sur cette parcelle de terrain un grand bâtiment servant d’hôtel des postes et télégraphes et de chambre de commerce. C’est finalement le projet de transformation des espaces de la nef en bourse de Commerce qui est retenu et qui est achevé en 1899. La chambre de commerce prenant place dans l’ancienne sacristie rebaptisée salle capitulaire. Le transept nord servant toujours de magasin pour les décors du théâtre, et le chœur et ses deux absides abritant un musée lapidaire, dont l’entrée se faisait par une petite porte percée dans l’abside sud donnant sur la rue Vaillant. Des fouilles effectuées à la fin du siècle dans les sous-sols du chœur, ont révélé le tracé du mur du castrum gallo-romain édifié pendant les grandes invasions avec des pierres de réemploi, dont des pierres et des marbres antiques sculptés.

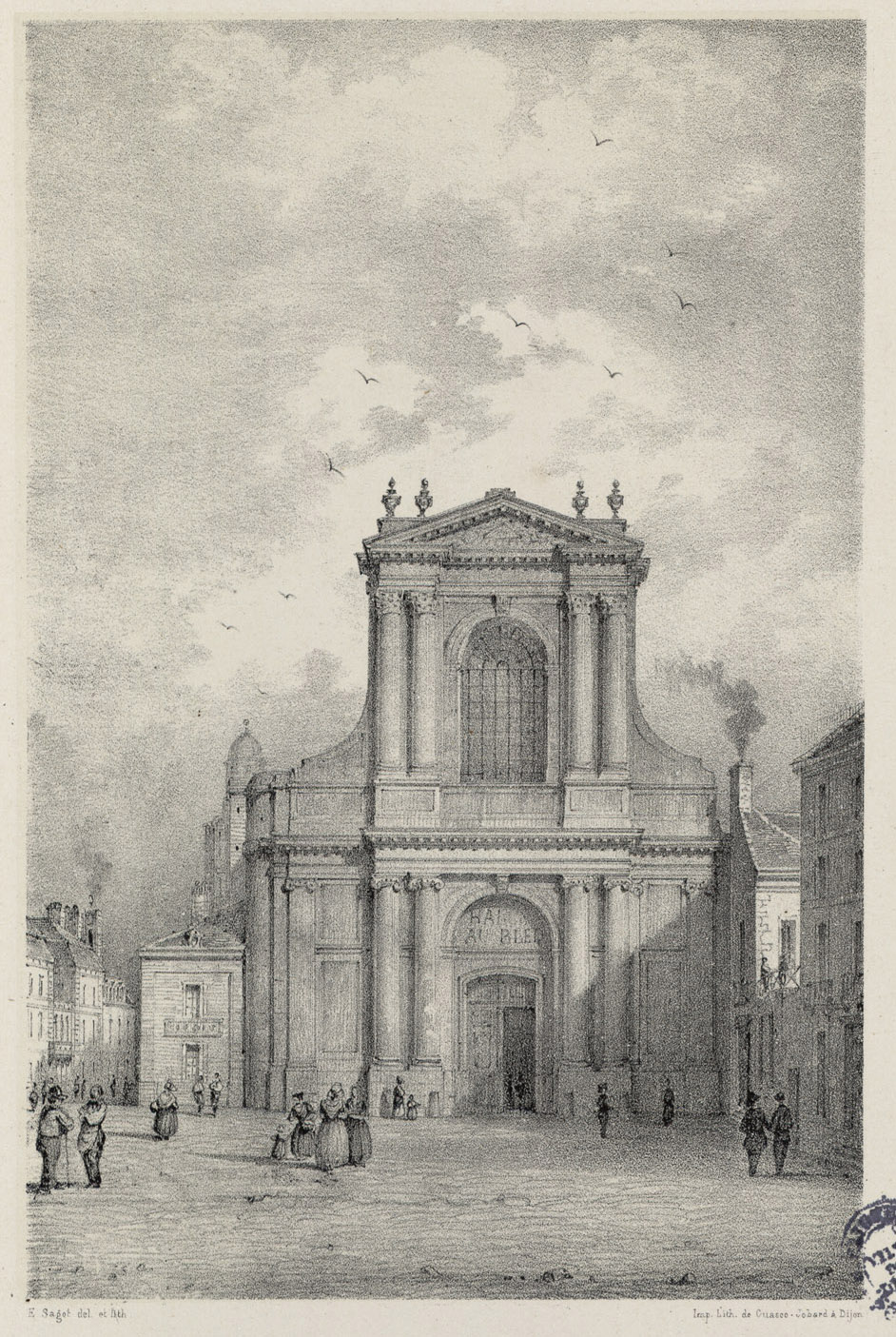
L'église Saint-Étienne transformée en halle au blé
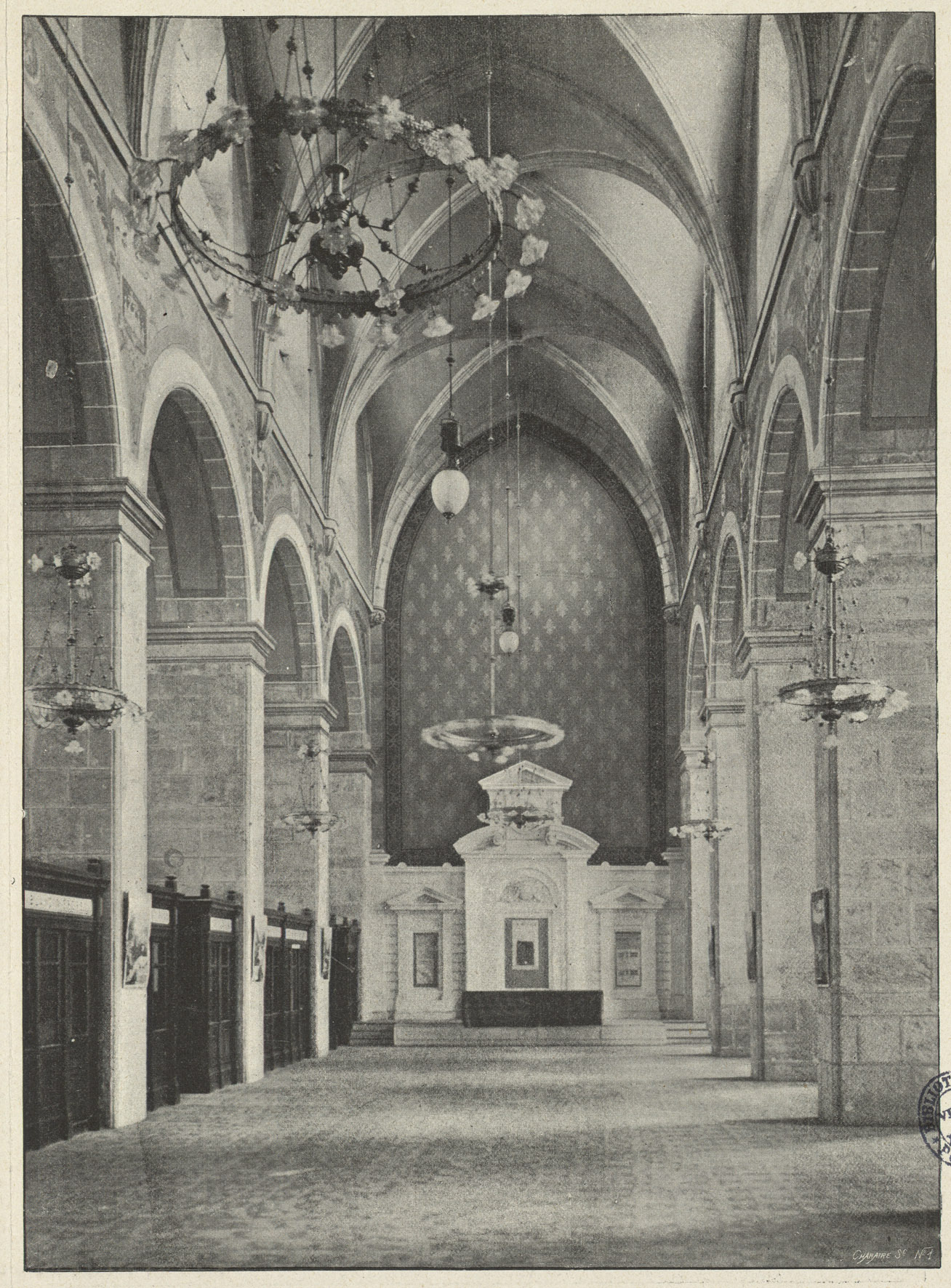
La bourse de commerce de Dijon en 1899 dans la nef de l'ancienne église Saint-Étienne
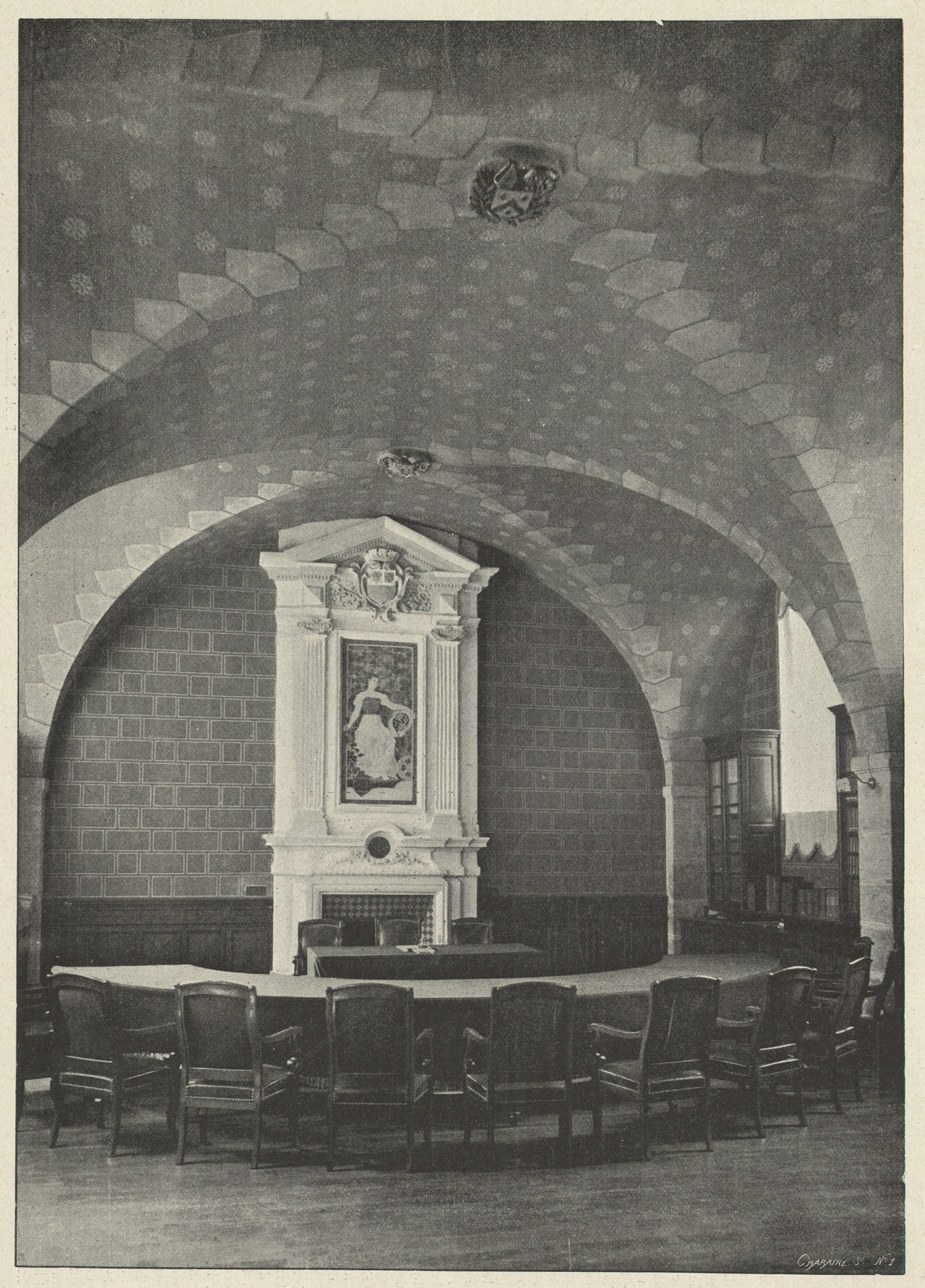
La chambre de commerce de Dijon en 1899 dans l'ancienne sacristie de l'église Saint-Etienne
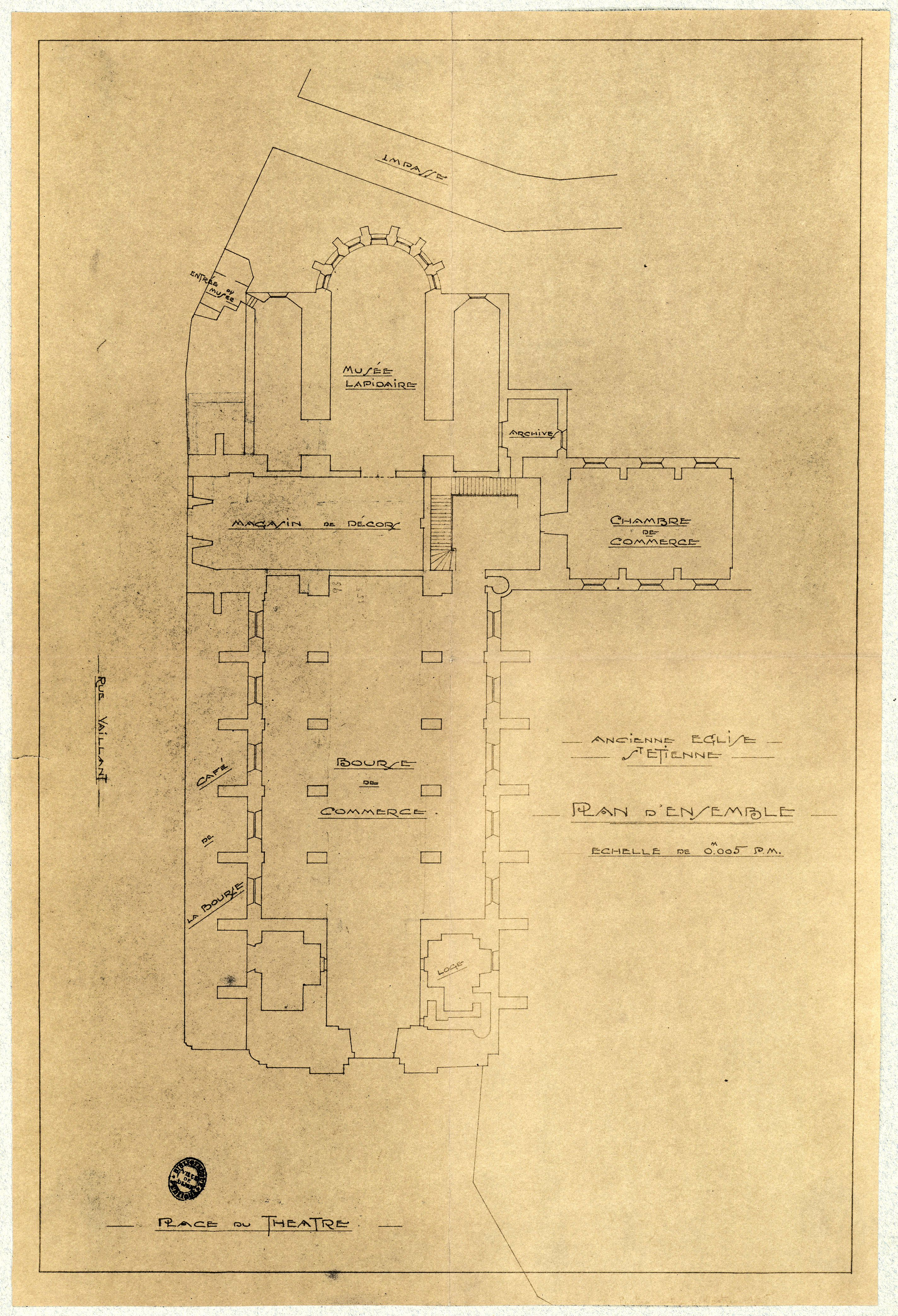
Plan d'ensemble de l'église Saint-Étienne vers 1900

## Usages et affectations auXXesiècleetXXIesiècle
C’est dans l’état du XIXe siècle que l’église Saint-Étienne parvient au XXe siècle. Dénaturée et morcelée, son histoire s’efface petit à petit de la mémoire des Dijonnais. Après-Guerre en 1947 un musée de moulages en plâtre, consacré au sculpteur François Rude, ouvre dans l'espace du transept nord et de la croisée du transept, mettant notamment en scène Le Départ des volontaires, groupe monumental sculpté pour l’Arc de triomphe de l'Étoile. Dans les années 1970 les bas-côtés de la nef sont entresolés avec des planchers en béton et des gardes corps en verre fumé. En 2019 le déménagement de la chambre de commerce et d’industrie, dans un immeuble moderne de l’agglomération dijonnaise, permet l’ouverture de nouveaux espaces partagés entre la documentation du musée des Beaux-Arts de Dijon, la société des amis du musée et une nouvelle antenne de la bibliothèque municipale de Dijon, que l’on baptise la Nef. En 2023 l’éphémère Nef est rebaptisée Bibliothèque Colette en hommage à l’écrivaine du même nom.

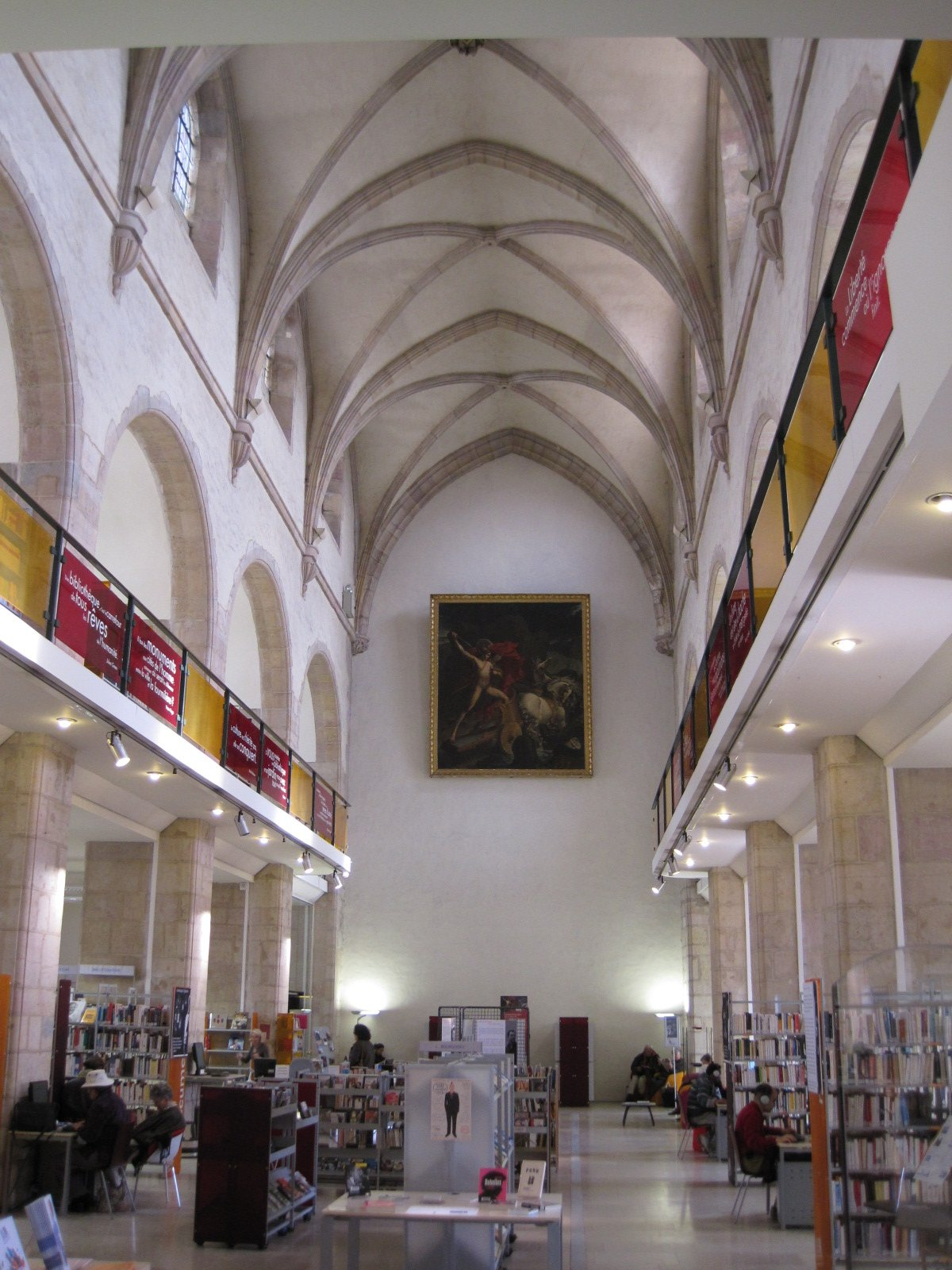
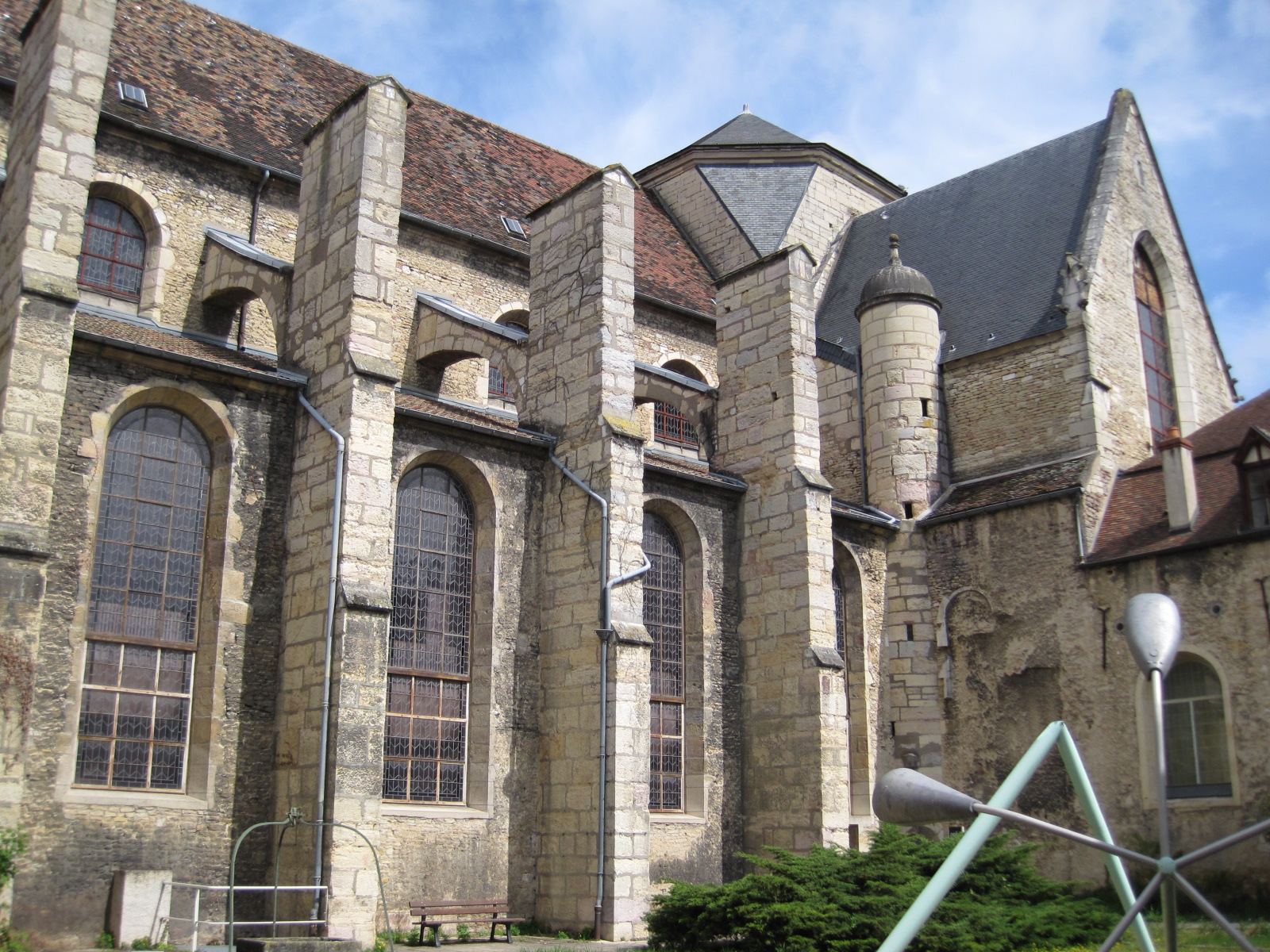
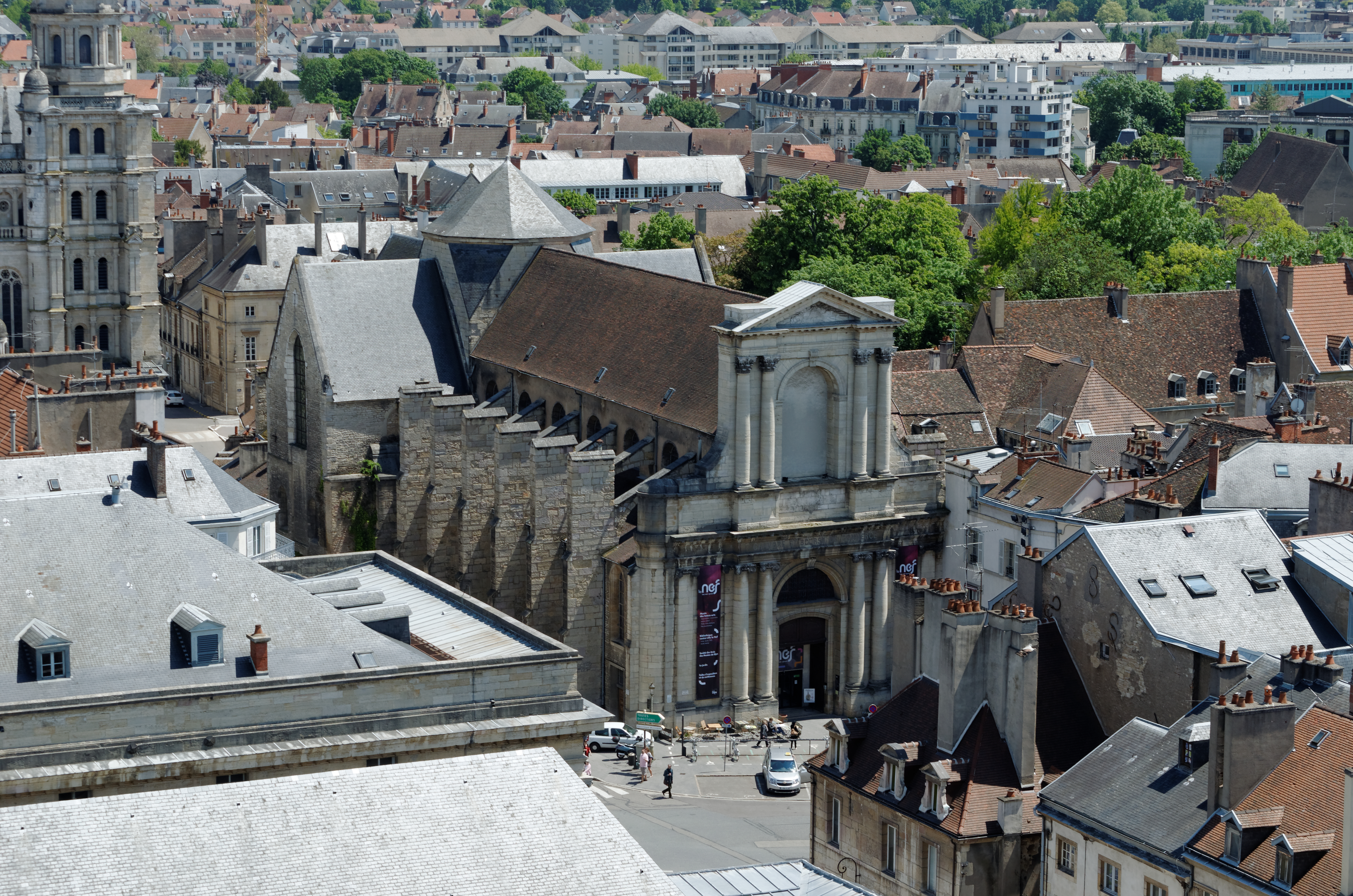
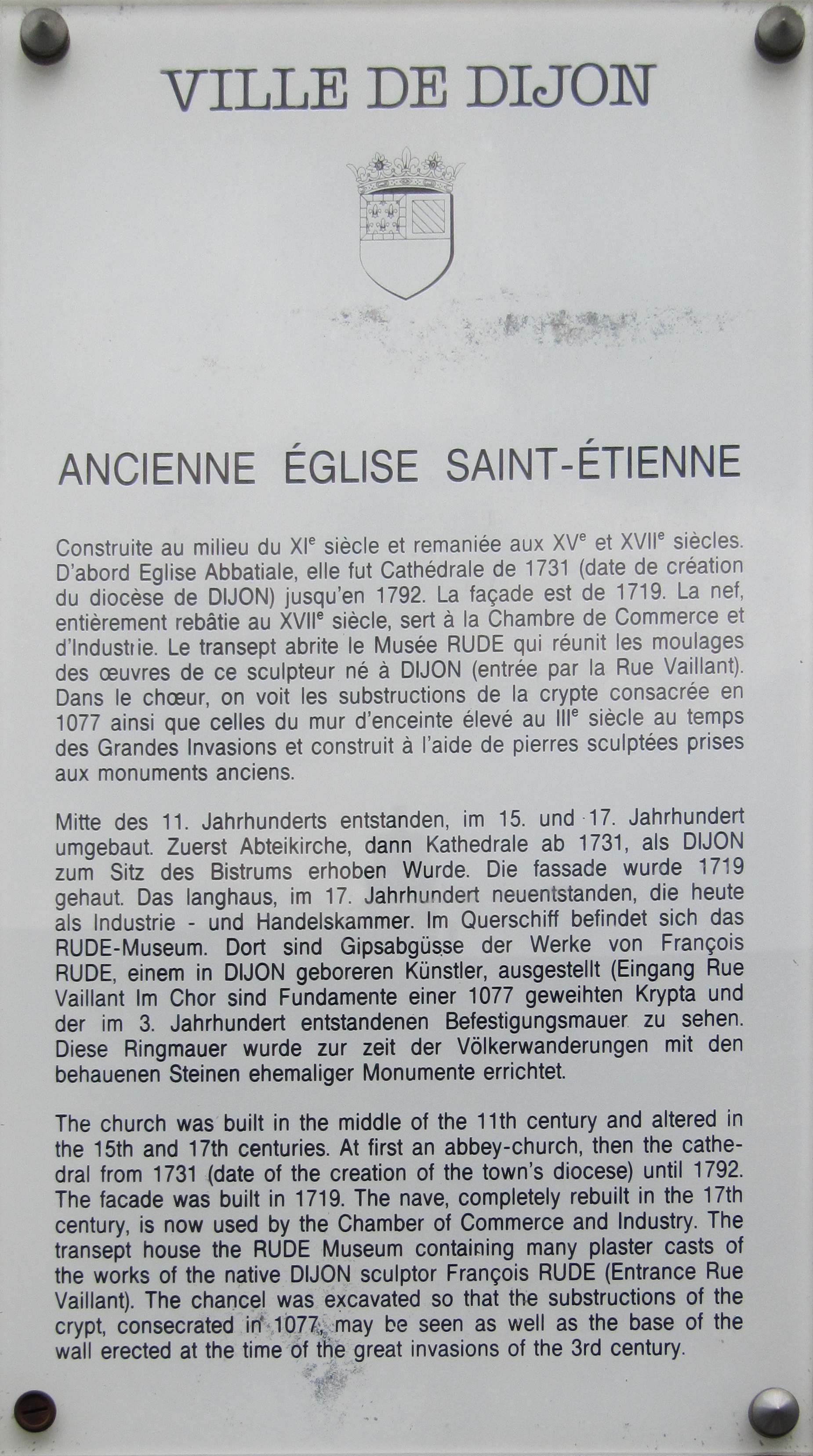
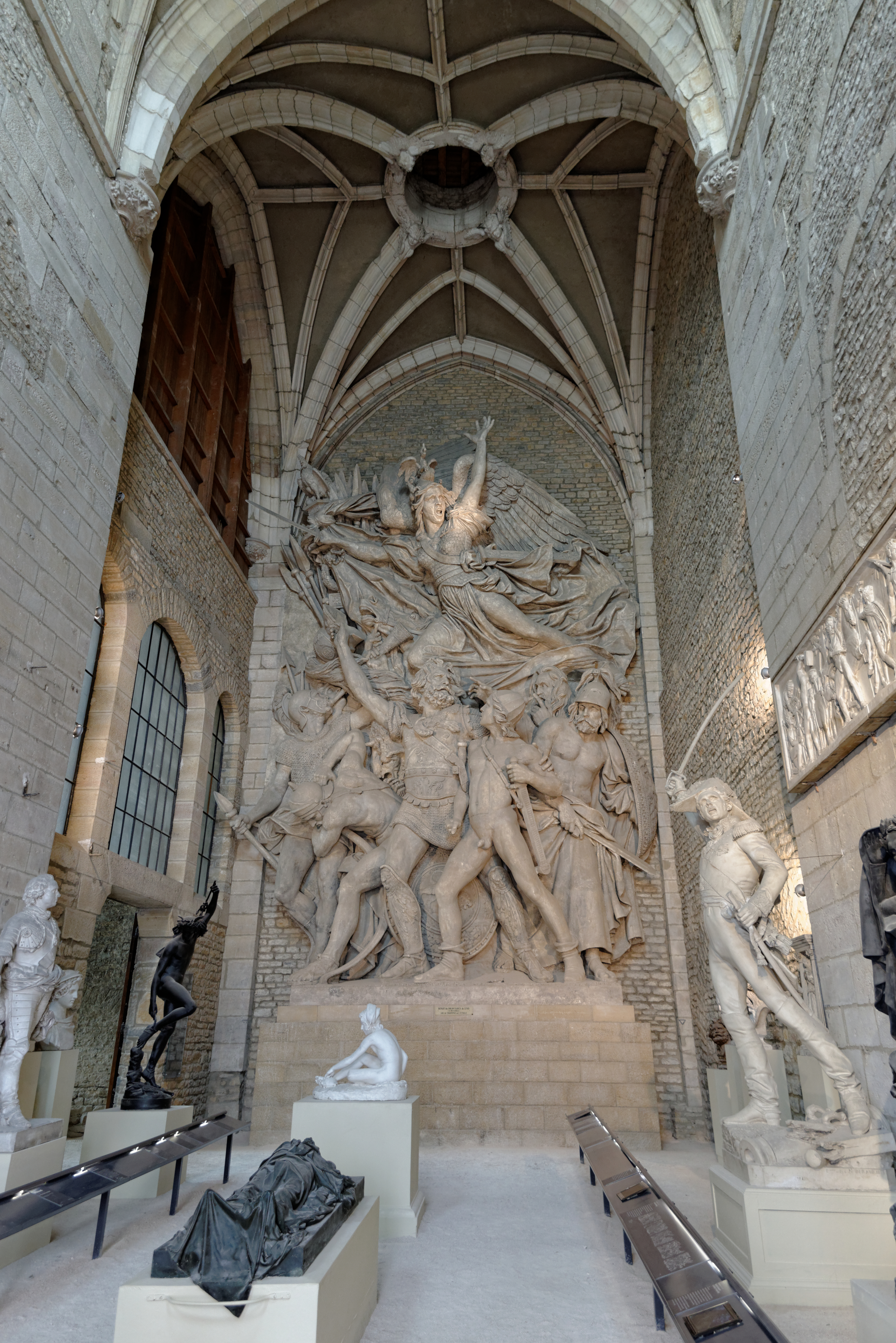